# 穆罕默德
穆罕默德（阿拉伯语：محمد，羅馬化：Muḥammad，約570年—632年6月8日）是伊斯蘭教的創立者及先知，同時是初期穆斯林社群的政治、宗教及軍事領導人。他的全名是艾布·卡西姆·穆罕默德·本·阿卜杜拉·本·阿卜杜勒·穆塔里布·本·哈希姆，一般都稱作穆罕默德，以往有馬哈麻、馬合麻等異譯，中國穆斯林尊稱為穆聖、馬聖人。
原本是阿拉伯富商的穆罕默德在40歲的時候獲得了他相信是真主的啟示，於是他開始向親朋戚友傳授他從中得知的信仰，得到許多人的追隨。在麥加受到迫害的穆罕默德隨後遷至麥地那，並成為當地的統治者。他在後來率領穆斯林征服了麥加，到他在632年逝世的時候，他和他的追隨者已經把伊斯蘭教信仰散播到阿拉伯各地。
穆斯林認為穆罕默德是眾多先知當中的最後一位，是「眾先知的封印」，意味著穆罕默德從天使所得的《古蘭經》訊息是真主最後的神啟。穆罕默德言行和態度被認為是模楷，伊斯蘭教學者視之為解釋、落實及補充了《古蘭經》。

## 早年
穆罕默德確切的出生日期不詳，因為當時的阿拉伯曆法是陰曆，與現代的陽曆曆法不同，因此學者難以推斷他的出生日期。另外，生日在當時的阿拉伯社會也不是特別重要，穆罕默德自己也可能不知道自己的出生日期，直至他逝世後，穆斯林才嘗試確定他的出生日期，以釐定伊斯蘭教的歷史年代，現代史學只能推斷他在6世紀下半葉出生。
大多數穆斯林都相信穆罕默德在被稱為「象年」的公元570年出生。相傳阿比西尼亞人在當年攻打麥加，但用作先鋒的大象卻在靠近麥加的時候突然跪倒，不願前行，接著鳥群飛來投下石塊，擊潰了阿比西尼亞人。伊斯蘭教來源把穆罕默德的生日放在象年是為了把這兩件喜事連上關係，因為擊退阿比西尼亞人被認為是神跡，而穆罕默德的降生也被視為是真主體現了拯救麥加古萊什部落的意志。
一些穆斯林學者卻指穆罕默德是在象年之後出生，學者賽義德·卡勒比指先知是在象年的15年後出生。另一位學者舒艾卜·伊本·伊沙克則稱他是在23年後出生，研究穆罕默德聖訓的伊本·謝哈布·祖赫里就指是30年後。不過，穆斯林傳說穆罕默德是在40歲的610年開始成為先知，按此推算他是在570年出生。
關於穆罕默德出生的具體月份和日子也存在爭議，月份有穆哈蘭姆月（伊斯蘭曆的1月）、色法爾月（伊斯蘭曆的2月）、賴比爾·敖外魯月（伊斯蘭曆的3月）、賴哲卜月（伊斯蘭曆的7月）及賴買丹月（伊斯蘭曆的9月）的說法，日子則有3日、9日、10日、12日之說，但一般都相信是伊斯蘭曆3月12日。穆斯林每年也會在這一天慶祝穆罕默德的誕辰。

### 出身
穆罕默德出生於阿拉伯半島西部的麥加，是母親阿米娜·賓·瓦布的第一個兒子，她把兒子命名為穆罕默德，有「受讚美的人」的意思。阿米娜與丈夫阿卜杜拉·本·阿布德·穆塔利卜同屬古萊什部落。古萊什部落控制著麥加的南北貿易路線，此外他們亦守護宗教聖地克爾白，因此能透過阿拉伯各個部落的朝覲賺取收益。
祖父阿布德·穆塔利卜在麥加有顯赫的社會和政治地位，曾祖父哈希姆經營前往也門和敘利亞的商隊，與埃塞俄比亞統治者和皇帝的關係友好。阿布德·穆塔利卜安排阿卜杜拉與瓦哈卜·伊本·阿卜杜·馬納夫之女阿米娜成婚，瓦哈卜是同屬古萊什部落的分支祖赫拉部落的酋長，阿米娜被形容為「古萊什部落裡家世譜系和地位最出色的女人」。
穆斯林史學家伊本·伊斯哈格及伊本·希夏姆描述阿卜杜拉娶了阿米娜後馬上與她圓房，他的妻子懷了穆罕默德，並形容不論是父親還是母親那一邊，穆罕默德的出身都是最高貴和最光輝。伊本·伊斯哈格還記載在受胎之前，阿卜杜拉的前額有光，據傳在阿米娜懷孕期間，她看到自己的肚子發散的光芒可直達敘利亞的城堡。在婚後不久，阿卜杜拉去沙姆地區行商，回程時在麥地那病逝，穆罕默德在此後才出生。

### 童年
在穆罕默德出生不久後，阿米娜按照麥加貴族的傳統做法把他交託給來自薩德部落的乳母哈利瑪·賓特·祖艾伊布，在等候乳母到來期間曾經短暫把穆罕默德交給索薇芭照顧，她是穆罕默德的叔叔阿卜羅赫拜的下人。哈利瑪照顧幼年的穆罕默德，教他說話，據說他說話一直都帶有薩德部落的口音。哈利瑪在兩年後回到麥加把穆罕默德交還給阿米娜，阿米娜深受哈利瑪的愛心感動，於是讓她繼續撫養穆罕默德，直至他在五歲的時候才回到麥加與生母一起生活。
阿米娜在穆罕默德六歲的時候逝世，轉由祖父阿布德照顧，他在作為哈希姆氏族領導人的祖父身邊看到了他的為人舉止和如何解決族人之間的爭端。隨著阿布德的逝世，穆罕默德的伯伯阿布·塔利卜承擔起照顧他的責任。阿布·塔利卜把穆罕默德視同己出，穆罕默德也把伯母法蒂瑪·賓特·阿薩德稱作母親，並指她甚至會優先給他餵食和穿衣，然後才到她自己的親生子女。
不過，阿布·塔利卜沒有繼承阿布德的權力，古萊什部落的領導權落入阿布德的表親倭馬亞家族的手上，穆罕默德依然是一個窮困的孤兒，必須要為了生計和將來的打算而工作，據指他會替阿布·塔利卜放牧。他照料家人和鄰居的牲畜，有許多閒暇去思索，後來他回憶這段日子的時候都顯得很高興，並自豪地稱「真主派遣的先知都是牧人……摩西是牧人，大衛也是牧人。我也是在阿賈德放牧的時候受託成為先知」。

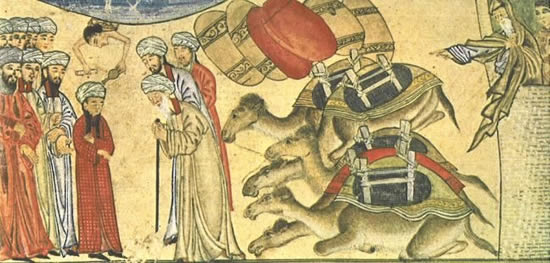
基督教修道士巴希拉遇到年輕的穆罕默德。

在穆罕默德到了八歲至十歲的時候，他央求阿布·塔利卜加入商隊出行，阿布·塔利卜深知帶著一名男孩橫越沙漠會是負累，但還是勉強同意了。阿拉伯史學家提到穆罕默德參加了五次商旅，但僅一筆帶過。有傳記作家記載12歲的穆罕默德在一次走商期間遇到基督教修道士巴希拉，巴希拉認為穆罕默德是上帝挑選的先知。
古萊什部落與哈瓦津部落在隨後爆發了冒瀆之戰，15歲的穆罕默德參與了戰鬥，但根據較可靠的記載，他並沒有參與戰鬥，只是為族人抵擋和搜集箭矢。他目睹了因瑣碎的內鬥和部落糾紛而引起的無謂戰事，影響到他在日後作為穆斯林領袖後處理衝突的策略。

## 青壯年
穆罕默德在青壯年的經歷沒有太多的資料，因為他是以身為先知而聞名於世，關於他的傳記都集中記載他在宗教上的見聞，而非他是如何為生計奔波。《大英百科全書》記載他上過四至五年的學，但他閱讀阿拉伯文的能力非常有限。在協助塔利卜經商期間，穆罕默德的正直誠懇為人所知，因此獲得了「阿明」的綽號，解作「可信之人」。在穆罕默德成為先知之前，他又參與了美德同盟的締結，並與赫蒂徹相遇。

### 美德同盟
冒瀆之戰打了四年，另有說法指其實是打了四次，而不是四年，隨後雙方停戰。在戰後，古萊什部落意識到他們的衰落和在哈希姆、阿布德逝世後的聲譽受損大多源於內耗，他們反思這是當時社會無法無天造成的惡果，於是造就了美德同盟的締結。另有記載指，麥加的聖地地位扮演了商貿所需中立、和平的重要角色，但一些麥加商人卻為了趕走也門商人而開始耍手段，一位也門商人的貨物被偷走，他尋求古萊什部落的協助，哈希姆氏族得知此事後召開了會議，促成美德同盟。
包括阿卜杜拉·伊本·朱丹在內的古萊什部落的氏族領導人在他的家中會晤，約定他們將會支持受害人伸張正義。由於古萊什部落亦意識到一些頂尖商人與普羅大眾之間的鴻溝會破壞社會穩定，加劇部落之間的敵對，美德同盟亦承諾富人須把一部分的利潤分給窮苦大眾。美德同盟對實現阿拉伯的和平起了重要的作用，據說在美德同盟締結後，阿拉伯長時間都沒有爆發戰事。穆罕默德也參與了美德同盟的締結，可能是他日後在麥地那解決爭端時用作參考的案例。
穆罕默德高度評價美德同盟，有記載指他在日後回憶這個事件時說道：「我在朱丹的家裡見證了同盟的締結，這實在太棒了，就算給我一群紅駱駝也換不來這段經歷。如果現在的伊斯蘭教有這樣的機會﹐而我受邀參加的話，我會樂於參與其中。」

### 與赫蒂徹的相遇

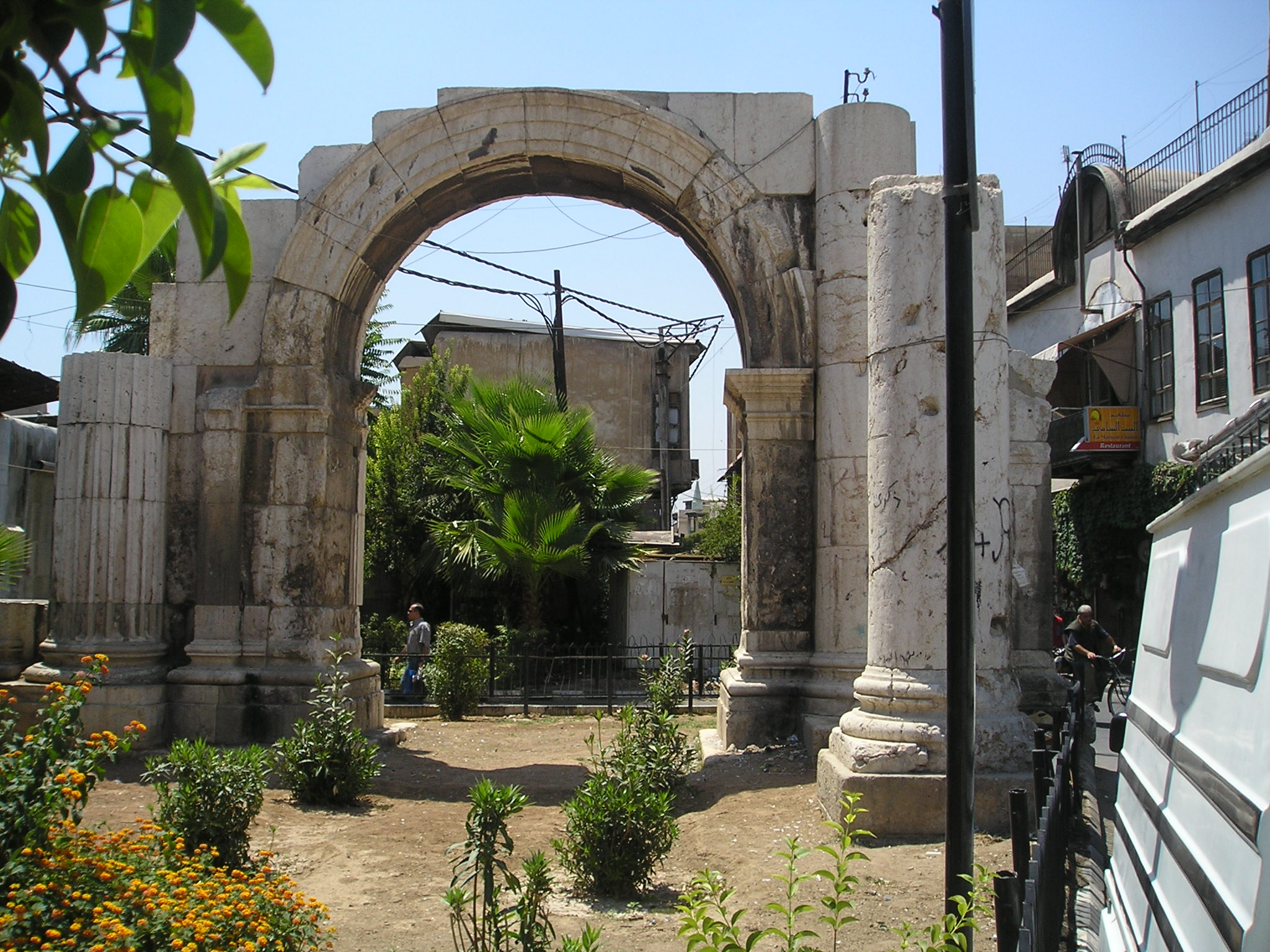
大馬士革古城的遺跡，穆罕默德曾經到這裡經商。

當穆罕默德到25歲的時候，塔利卜把他介紹給商人赫蒂徹，讓她僱用穆罕默德帶領商隊前往大馬士革。赫蒂徹經歷過兩段婚姻，但都成為了寡婦，她繼承了兩位丈夫的遺產，因此得以擴充她的商隊。史學家伊本·賽德及塔巴里描述了兩人協商的細節，稱赫蒂徹向穆罕默德提供了有利於他的條款。這次的商業合作取得了成功，穆罕默德得以用一倍的價格出售了赫蒂徹的商品。
與穆罕默德同行的一名小廝梅薩拉在他們返程回麥加的途中看到兩名天使保護穆罕默德免受高溫煎熬，他回到麥加後將之告訴赫蒂徹。赫蒂徹亦對穆罕默德的表現印象深刻，雖然兩人相差十五歲，但在身為基督徒的堂兄沃萊格的建議下，她依然向穆罕默德提親。穆罕默德把赫蒂徹提親一事告知叔伯，他的叔叔哈姆扎·伊本·阿卜杜·穆塔利布陪同他去見赫蒂徹的父親胡韋利德·伊本·阿薩德求親。不過，另有說法指出實際上是赫蒂徹的叔叔阿姆魯·伊本·阿薩德答應把她嫁給穆罕默德，因為胡韋利德已經逝世。
史學家威廉·蒙哥馬利·瓦特在評價兩人的婚姻時稱像穆罕默德這樣有才華的孤兒與一位貴婦結婚可使他們建立商業關係。兩人在沒有舉行婚禮的情況下低調完婚，但亦有說法稱沃萊格主持了他們的婚禮。沃萊格是基督教伊便尼派的牧師，因此他們的婚禮可能遵照了基督教的形式進行。在結婚當天，穆罕默德釋放了繼承自父親的女奴巴拉卡，而赫蒂徹則送了一位15歲的奴隸給他，名叫宰德。

## 受啟
沒有太多史料提及穆罕默德和赫蒂徹在婚後的營商情況，但有記載指他繼續在阿拉伯半島及鄰近的也門、巴林、伊拉克及敘利亞行商。通過與赫蒂徹的婚姻，穆罕默德擺脫了貧困，《古蘭經》亦提到真主在早年賜予他的憐憫：「難道他沒有發現你伶仃孤苦，而使你有所歸宿？他曾發現你徘徊歧途，而把你引入正路，發現你家境寒苦，而使你衣食豐足。」他們居住在麥加最富庶的地區，鄰近克爾白，他們的家附帶花園，穆罕默德在附近還有一個倉庫。
當時麥加人的宗教仍以多神信仰為主，包括穆罕默德出身的古萊什部落。穆罕默德的宗教信仰起初與其他古萊什部落的成員無異，雖然伊本·伊沙克記述即使是兒時的穆罕默德也沒有犯下過錯，但同時他又記載他尊重異教的諸神。克爾白供奉了阿拉伯部落崇拜的諸神，伊本·伊沙克記載古萊什部落在605年重建克爾白，被視為神聖的黑石由誰來安置的問題挑起了各個部落的糾紛，穆罕默德協助解決了爭議，說明了他與這個宗教聖地有緊密的關聯。
在受啟成為先知之前，穆罕默德在經商期間接觸過基督徒和猶太人，因此對他們的宗教信仰有基本的認知。穆罕默德對他們之間的爭論感到困惑，猶太人稱上帝是他們的至高神，但基督徒卻稱那已經成為歷史，並指上帝通過一位叫基督的凡人具現化，然而穆罕默德直覺上認為創造宇宙萬物的上帝不會是一介凡人，並且他不會不公平地厚待了某一個人。據指穆罕默德曾經遇到自稱信奉亞伯拉罕宗教的宰德·伊本·阿姆魯，他拒絕了穆罕默德奉獻給偶像的祭品，並責備他崇拜偶像和食用異教神祇的祭品，穆罕默德深受他的影響。
穆罕默德可能是從當地的基督教修士學習而開始有獨處冥想的習慣。不過，崇拜偶像的麥加人亦有類似的行為，稱為泰漢努斯，是指暫時脫離世俗的冥想，據指穆罕默德的祖父阿布德·穆塔利卜也有這樣的習慣，因此這也有可能是承自祖父。穆罕默德在餘生也保持著這個習慣，他後來的妻子阿伊莎描述「他喜愛獨處，會去希拉山洞冥想數個晚上，然後會短暫回家獲取補給，準備下一次冥想」。

### 山洞奇遇
穆罕默德最喜歡的冥想地點是位於麥加以北兩至三英里的光明山希拉山洞，他有時會在這裡獨處數天。在穆罕默德年約40歲時，他表示自己開始在睡夢裡看到「真實的影像」，像「晨光破曉一樣」。有一次他到希拉山洞冥想的時候，他開始接收《古蘭經》啟示。當時他感受到自己的身體繃緊，就像遭到擠壓一樣，直到無法呼吸的時候，他聽到一道聲音向他講述《古蘭經》的第一段經文。

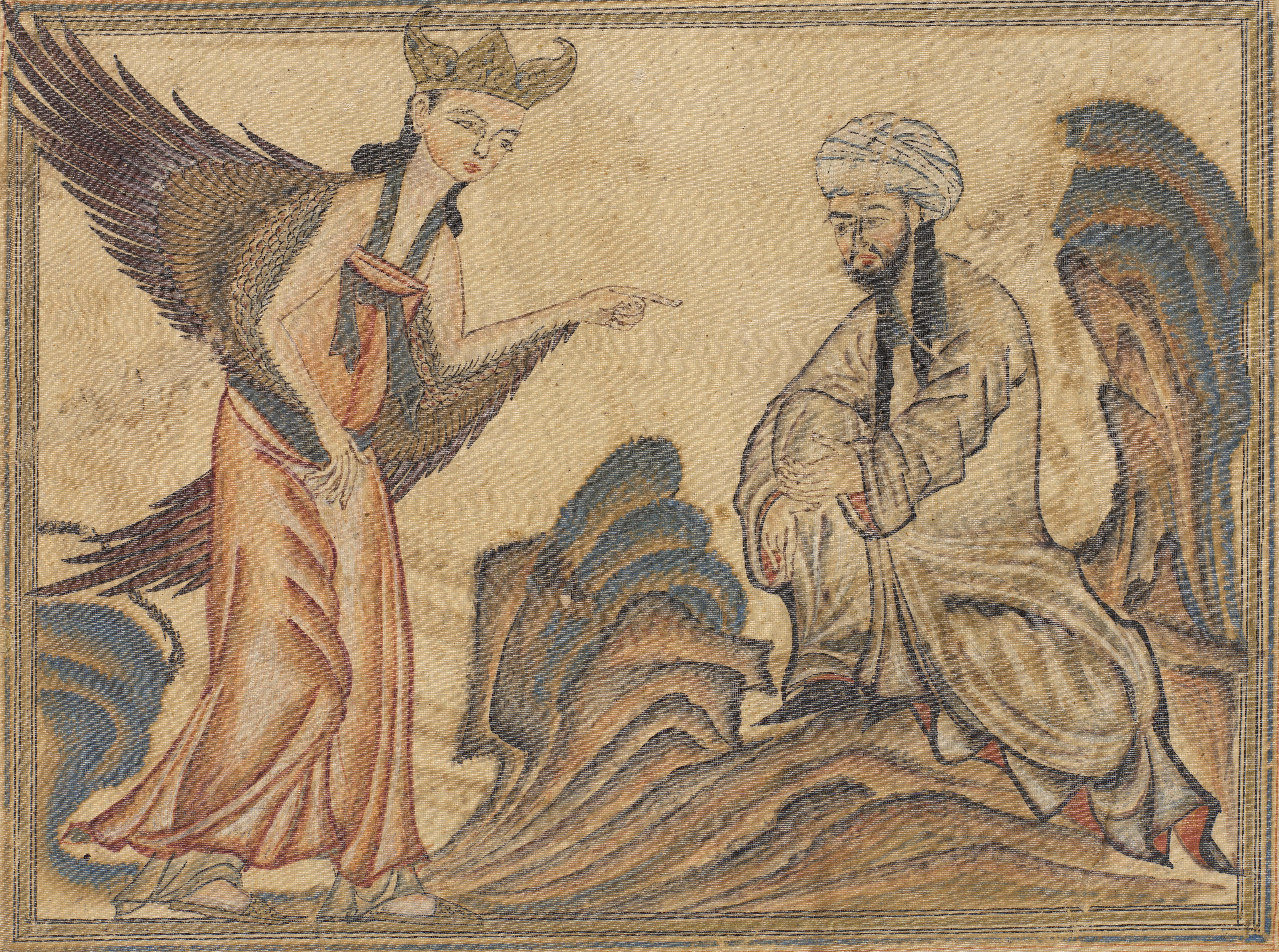
天使吉卜利勒降臨，穆罕默德首次受啟。

據說此事發生在公元610年賴買丹月的27日或當月最後十天的其中一個晚上，伊斯蘭教把賴買丹月的第27個晚上稱為蓋德爾之夜，蓋德爾有「前定」、「高貴」的意思。有一些記載描述此事發生在他位於麥加的家中，而不是希拉山洞。根據阿伊莎轉述的聖訓，天使降臨讓穆罕默德跟著他讀，穆罕默德多番表示他不懂，直至天使說道：
|                           | 你應當奉你的創造主的名義而宣讀，他曾用血塊創造人。你應當宣讀，你的主是最尊嚴的。 |
| ——《古蘭經》第96章第1—3節 |                                                                                  |

當穆罕默德走出山洞時，他又聽到一道聲音說道：「穆罕默德！你是真主的使者，我是吉卜利勒。」吉卜利勒正是加百列，伊斯蘭教相信他在蓋德爾之夜降臨並把《古蘭經》經文授予穆罕默德。穆罕默德對這次經歷的形容亦記載在《古蘭經》裡：
|                            | 以沒落時的星宿盟誓，你們的朋友，既不迷誤，又未迷信，也未隨私欲而言。這只是他所受的啟示，教授他的，是那強健的、有力的，故他達到全美。他在東方的最高處，然後他漸漸接近而降低，他相距兩張弓的長度，或更近一些。他把他所應啟示的啟示他的僕人…… |
| ——《古蘭經》第53章第1—10節 | |

阿拉伯人相信靈體的存在，他們稱之為鎮尼，穆罕默德後來敘述自己在當時就是以為被鎮尼附身，成為有神通的異教先知。據指他曾經一度想走上山頂縱身而下自殺，以求得到安息。受到驚嚇的穆罕默德回家後把所見所聞告訴妻子，赫蒂徹讓他放心，並指他是真主的先知，她是第一位相信穆罕默德是真主先知和皈依伊斯蘭教的人。赫徹蒂又與穆罕默德一起去見沃萊格，沃萊格在聽聞了他的經歷後確信他遇到的天使正是摩西遇到的那一位，並預言穆罕默德會被自己的同族驅逐。

## 麥加宣教
在首次受啟後，穆罕默德在此後一段時間內沒有再接收到真主的訊息，一些來源指這段時間是數個月，另一些來源則指長達三年。穆罕默德大感沮喪，懷疑真主不滿他的行為和誠心，他繼續去希拉山洞禱告和冥想。穆罕默德第二次受啟是在家中，他聽到的聲音說「蓋被的人啊！你應當起來，你應當警告」，把穆罕默德稱為「蓋被的人」是因為閃米特人認為接觸神靈會危害自身，蓋被似乎被認為有保護作用。這句話指示他要把訊息傳達給民眾，作為先知，他開始承擔佈道的角色。

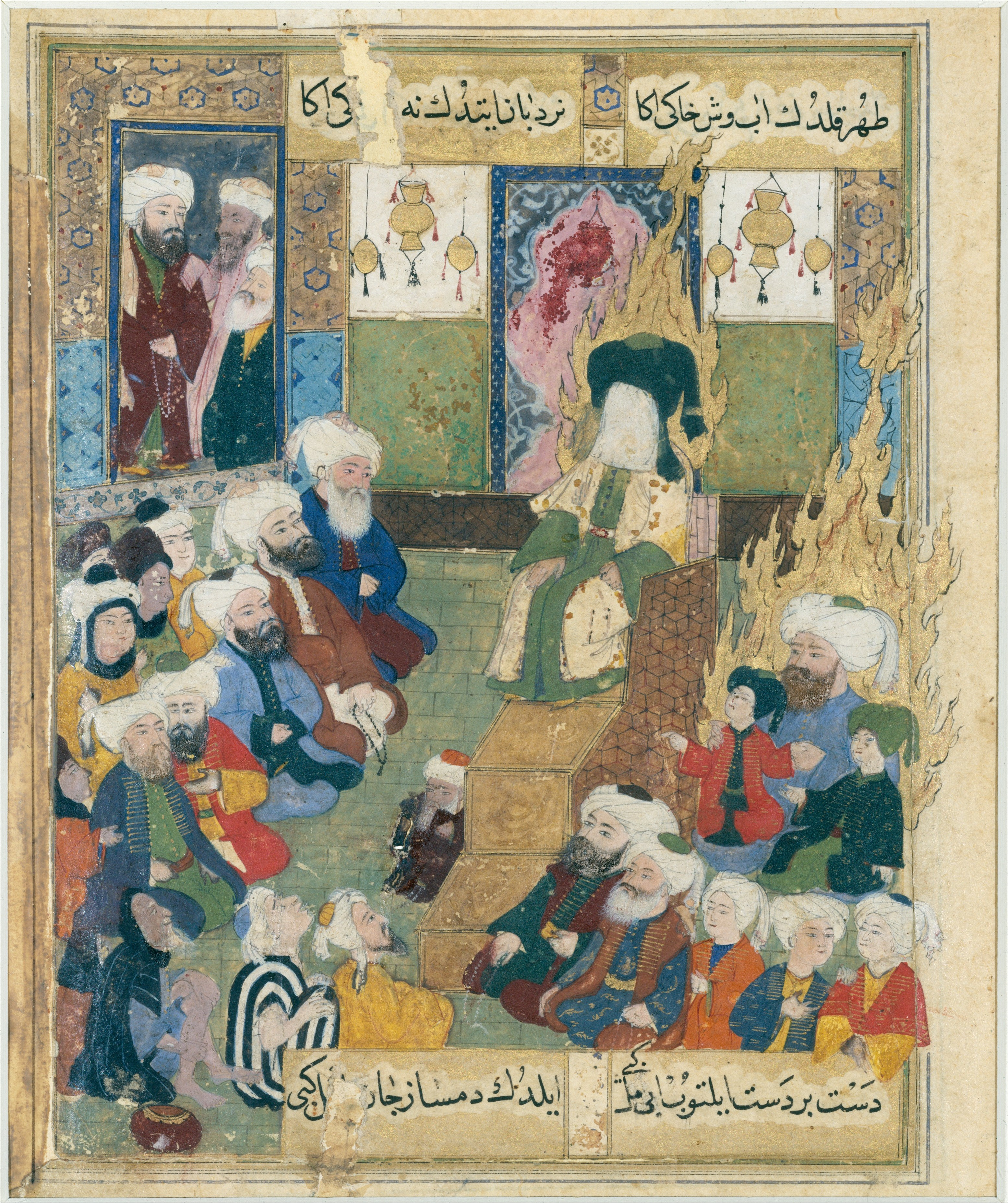
圖示穆罕默德宣道的情景。

613年，穆罕默德開始公開以先知的身份傳教，宣稱「真主是唯一的神」，徹底信奉真主是人生正道，並譴責偶像崇拜。當時的阿拉伯人早就有崇拜諸神的傳統，麥加人在起初並不在意他傳教，又嘲諷他的主張怪誕。穆罕默德在此前的追隨者只有大約15至40人，因為他在早期的宣教對象都是親友。除了赫蒂徹、宰德，他的堂弟阿里和他的朋友阿布·伯克爾都是最早的穆斯林。
穆罕默德最早的宣教策略聚焦於社會改革，以吸引較貧困的部落，又與其他信仰一樣重視克爾白，並與異教的朝拜習俗相容。他又在克爾白附近向往來的民眾誦讀《古蘭經》，為了向哈希姆氏族傳教，他又宴請族人，並在席間談論真主及祂的訊息。根據伊本·伊斯哈格所說，穆罕默德在開始公開宣教的時候，公眾並沒有太大的反對，神學家哈里斯·比爾克蘭分析了他當時宣揚的《古蘭經》條文，當中並沒有一神論、道德規範等後期才出現的內容。

### 受到迫害
隨著穆罕默德的信徒日增及受到真主指示他「應當公開宣佈你所奉的命令，而且避開以物配主者」，他開始更放膽地宣揚真主唯獨，觸動了麥加人的神經。麥加人通過控制供奉諸神的克爾白得以斂財，他們意識到穆罕默德反對崇拜異端諸神，他強調崇拜神祇、偶像或鎮尼都違背了一神論，挑戰麥加領導人賴以掌握權力和財富的根基。商人深恐如果阿拉伯人成為穆斯林，他們就不再到克爾白朝拜諸神和消費。穆罕默德在傳教時亦批評麥加富商們的行為和價值觀。
部落領袖曾經嘗試說服穆罕默德放棄傳教，並許以財富和權力，但穆罕默德堅持要他們承認自己是先知，他們擔憂因此而失勢，拒絕予以承認，雙方無法和解。約615年，麥赫祖姆氏族領導人阿布·賈赫勒成為穆罕默德的主要反對者，他銳意要剷除穆罕默德的新宗教。由於穆罕默德在哈希姆氏族受到伯伯阿布·塔利卜的庇護，阿布·賈赫勒發起了針對哈希姆氏族的杯葛，指示古萊什部族的所有氏族不得與哈希姆氏族通商通婚。
穆罕默德的叔叔阿卜羅赫拜也阻撓他傳教，每當他在說服阿拉伯部落相信他是先知的時候，阿卜羅赫拜也會勸阻人們不要相信他。619年，赫蒂徹和阿布·塔利卜都相繼離世，阿卜羅赫拜成為哈希姆氏族酋長。一些來源提到阿卜羅赫拜起初仍想像阿布·塔利卜那樣照顧穆罕默德，但穆罕默德的反對者向他表示不論是阿布德·穆塔利卜還是阿布·塔利卜，在穆罕默德的眼中都是異教徒，他們在死後都受到地獄之火煎熬，阿卜羅赫拜為此向穆罕默德求證並得到肯定的答案，因而大感受到冒犯，開始漠視人們迫害穆罕默德。

### 夜行登霄
在這段時間，穆罕默德夜行登霄，《古蘭經》記載指夜行登霄的目的是為了向穆罕默德展示神跡：「他在一夜之間，使他的僕人，從禁寺行到遠寺。我在遠寺的四周降福，以便我昭示他我的一部分跡象。」大部分穆斯林史學家都認為此事發生在620年，即穆斯林社群正遭受劇烈迫害的時期，所以此事被視作真主告慰正值困難的穆罕默德和穆斯林社群。

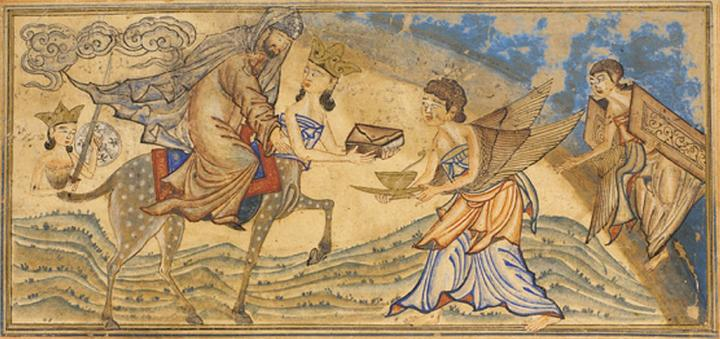
穆罕默德騎神獸布拉克夜行登霄。

據描述所指，有一天晚上穆罕默德在克爾白附近睡覺，天使吉卜利勒現身叫醒了他，並讓他騎上一隻神奇的有翼神獸布拉克，在夜色當中飛向耶路撒冷。接著，吉卜利勒把穆罕默德帶上七重天。在這個過程裡，吉卜利勒請求天堂裡的天使們開路給穆罕默德，並介紹他是身負神聖使命的先知。伊本·賽德描述穆罕默德逐層遊覽，並分別見到八位先知，包括亞當、約翰、耶穌、約瑟、易德立斯、亞倫、摩西及亞伯拉罕。
據神學家哈桑·巴斯里描述，穆罕默德作為伊瑪目領禱眾位先知，確立了他在先知當中的超然地位。 穆罕默德形容了其他先知的形象，如摩西身材瘦削，有一頭直髮；耶穌的身高中等，臉色潮紅。至於穆罕默德在夜行登霄的過程當中是否面對面看到真主則有不同的說法，阿卜杜拉·本·阿拔斯、阿納斯·伊本·馬利克及伊克里瑪·穆拉·阿巴斯都認同穆罕默德見到了真主，但與穆罕默德後娶的妻子阿伊莎的說法矛盾。阿伊莎指出穆罕默德在當晚沒有下床，所以夜行登霄是一次精神上的旅行。
夜行登霄被認為是穆罕默德人生的轉捩點，他作為伊斯蘭教先知在此時遇到最嚴峻的挑戰。夜行登霄改變了穆罕默德的想法，他領悟到傳播信仰要更有計劃，開始著手創建一個國度。學者阿迪勒·薩拉希指出，夜行登霄「無疑對他造成深遠的影響」，「提升了他的自信，也更堅信他所得到的訊息」，又指接續的事件顯示他在傳教方針上的變化。

## 希吉拉
鑑於穆罕默德在麥加的處境艱難，他在619年嘗試尋求去塔伊夫避難。不過，當地的塔吉夫氏族領導人蔑視自稱先知的穆罕默德，當地人向他投擲石頭，並把他趕了出去。他敘述的夜行登霄經歷加劇了反對者對他的蔑視和嘲諷，但他繼續向族人和其他部族傳教。由於許多商旅和朝聖者都會來麥加，穆罕默德嘗試通過他們來為自己和他的追隨者尋找安身之地。
大約在這個時候，穆罕默德遇到一群來自雅什里布（麥地那的舊稱）的人們。當時的雅什里布受困於奧斯氏族與哈茲拉吉氏族的政治鬥爭，並且可能牽涉到猶太人部落，他們希望有人可以協助雅什里布重新統合起來。由於受到猶太人部落信奉的一神論影響，他們不太抵觸穆罕默德詆譭多神教。來自哈茲拉吉氏族的六人在620年率先成為穆斯林，接著在621年再有12人歸依。他們作出了誓言，史稱「第一次阿克巴誓約」。
622年，75位麥地那人在第二次阿克巴誓約當中歸依，並立誓保護穆罕默德。得到來自麥地那的輔士協助後，穆罕默德又獲得真主准許可以作出武裝抗爭，他隨後向追隨者表示要遷徙到麥地那。阿拉伯語希吉拉就是指穆罕默德在622年由麥加遷徙至麥地那。

### 出逃
在立下第二次阿克巴誓約的不久後，穆罕默德允許麥加的信眾遷至麥地那，他們因此而被稱為遷士，而穆罕默德及他的一些最親近的追隨者則留在麥加，靜待離開的機會。在此時，麥加人已耗盡了耐性，決定要殺死穆罕默德。為了避免哈希姆氏族的報復，各個部落的領袖們決定採用突襲的方式除掉穆罕默德。每個部落都要派出「一位年輕、強壯、出身優秀、高貴的戰士」，「每個人都要予以一擊，取他的性命」，使穆罕默德所在的氏族無力對抗所有參加殺害穆罕默德的部落，從而被迫接受血鍰賠償。

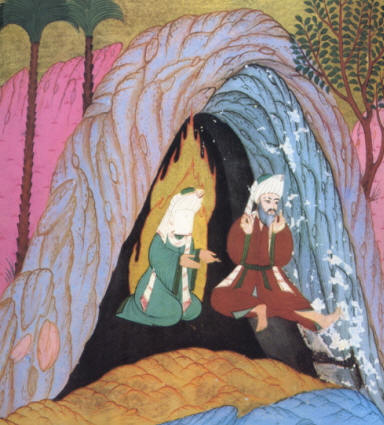
穆罕默德與阿布·伯克爾躲在山洞裡逃避麥加人的追殺。

不過，傳說稱吉卜利勒在那些部落領袖決定痛下殺手的當天警告穆罕默德不要睡在他的床上。穆罕默德讓阿里充當誘餌睡在他的床上，他和阿布·伯克爾則騎駱駝逃出麥加。他們去到城外的一個洞穴躲避了三天，期間敵人還在追殺他們，他們最終成功抵達麥地那，受到當地穆斯林的歡迎。
希吉拉是穆罕默德人生的轉捩點，他在麥加飽受蔑視，因而離開了這個出生城市，轉而在新的居住地裡成為備受敬重的領導人。他的身份出現了重大的轉變，在麥加人的眼中，他只是普通人和麻煩制造者，但在希吉拉後，他成為了政治家和地位崇高的領導人。根據宗教學者勞埃德·斯特芬所述，穆罕默德對伊斯蘭教的想法在希吉拉後也有了變化，他把伊斯蘭教視作可以團結所有阿拉伯人的文化樞紐。

## 麥地那時期
穆罕默德花了十天時間，在622年9月24日安全抵達麥地那。穆罕默德在麥地那南面的庫巴進城，但由於那裡太靠近猶太人部落和不太認同阿克巴誓言的奧斯氏族，他繼續往北走，並在相對安全的地方落腳。在穆斯林的協助下，穆罕默德在此地建造了他的新居，它同時是麥地那的首座清真寺。
這時的麥地那有許多明爭暗鬥，包括兩個主要的阿拉伯部落之間、追隨穆罕默德遷徒的遷士與麥地那的穆斯林輔士之間及猶太人與穆斯林之間。穆罕默德很快便與這裡的各個部落和他率領的穆斯林達成協議，稱為《麥地那憲章》。根據協議，麥地那所有信奉各個宗教的社群都會團結起來互相支持，特別是在受到攻擊的時候，又訂明了穆罕默德在各方發生爭議的時候擔當仲裁者。學者安東尼·布萊克認為，根據《麥地那憲章》，穆罕默德是要在部落聯盟的架構以外按照他的使命打造新民族。
不過，隨著伊斯蘭教在麥地那的流行及穆罕默德的地位水漲船高，偽信者成為穆罕默德需要面對的考驗，這些人對外宣稱自己信奉伊斯蘭教，但卻暗中破壞穆罕默德的使命，其中包括了猶太人、不滿現狀的多神教信徒及不滿穆罕默德上位的政要。以阿卜杜·阿拉·伊本·歐拜伊為首，偽信者批評來自麥加的遷士鳩佔鵲巢，但穆罕默德仍對他們忍讓有加。

### 巴德爾之役
為了支持麥地那新建的穆斯林社群，穆罕默德與穆斯林搶略往來麥加的商旅。穆罕默德可能是為了解決穆斯林社群的經濟問題而訴諸搶略，瓦特解釋「搶略是阿拉伯漠民的常態」。在他抵達麥地那僅僅八個月後的623年2月，穆罕默德下達了劫掠古萊什部族商隊的命令，他本人在隨後亦親自參與了這些行動，其中的納赫拉伏擊戰最為重要。他們在阿拉伯人視為聖月的時間發動了這次襲擊，攻擊和殺害了沒有防備的麥加人。

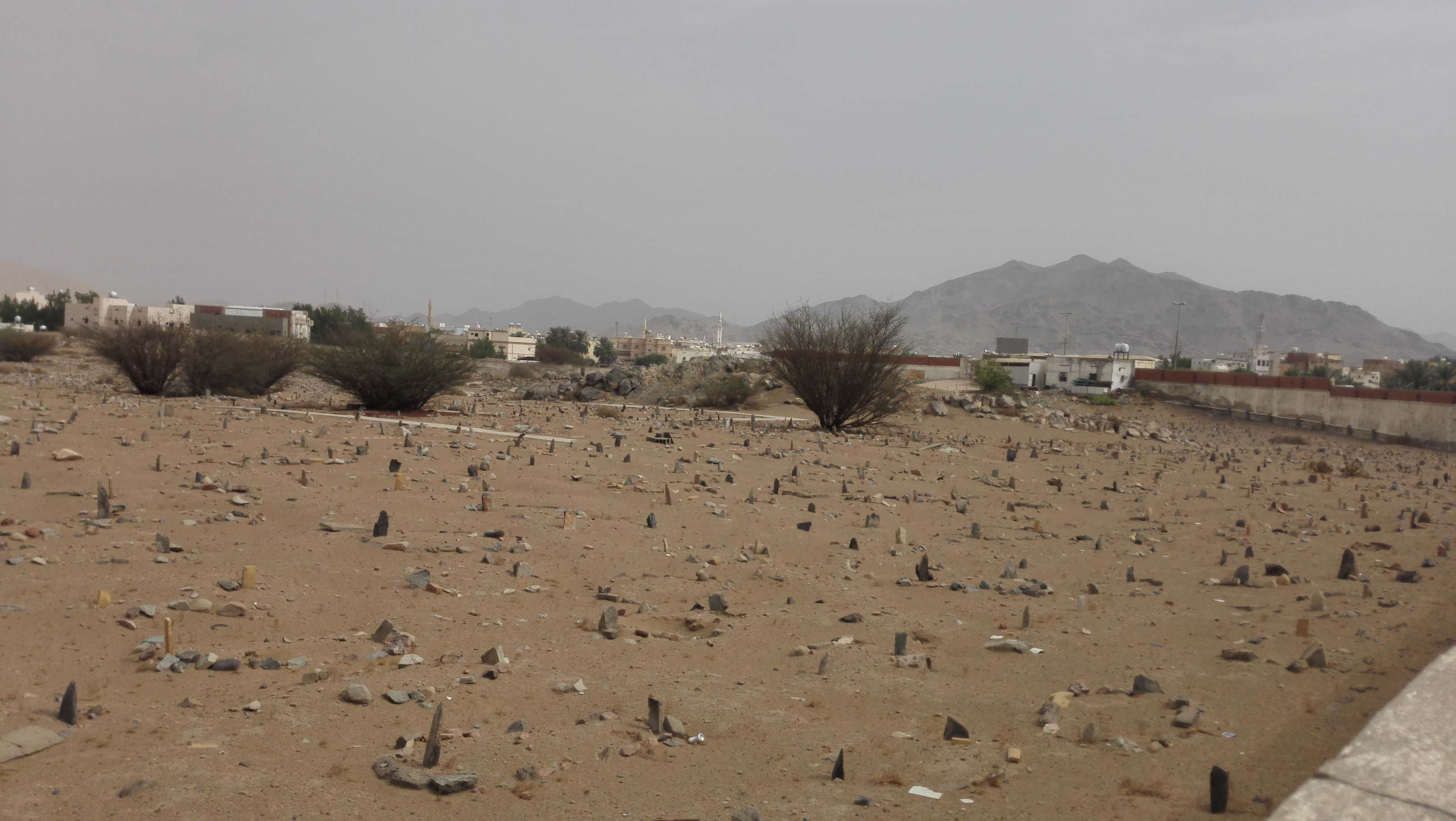
巴德爾之役殉道者的墓地。

穆罕默德繼續發動更多的襲擊，其中一次麥加商隊察覺到危機，於是請求麥加支援。當時穆罕默德與約300名穆斯林事先抵達巴德爾埋伏，而得到情報的麥加人則出動了1000人，務求以更強大的人數優勢擊敗穆斯林，阻止他們繼續襲擊麥加商隊。不過，古萊什部落在此役受挫，包括穆罕默德的主要反對者阿布·賈赫勒在內的約70人陣亡。在此役後，穆斯林對穆罕默德的信心得到大幅加強。巴德爾之役的勝利讓穆罕默德確信真主與他同在，進一步讓人們確信他是真主的使者，改信伊斯蘭教追隨穆罕默德的人數有所增加。

### 整治麥地那
在巴德爾之役結束後，穆罕默德開始利用他獲得的政治資本來對付不承認他是先知的猶太人。根據伊斯哈格所述，那些猶太人部落不論在宗教和政治上都反對穆罕默德，甚至違背《麥地那憲章》與他的敵人古萊什部落合作。穆罕默德要求圭努加氏族皈依伊斯蘭教，並在遭到拒絕後把他們逐出麥地那。另一個猶太人部落納迪爾氏族在隨後亦被驅逐。
此外，穆罕默德又下令殺死了詩人阿斯瑪·本·瑪爾萬、阿布·阿法克及卡卜·伊本·阿什拉，因為伊斯蘭教方面的說法稱他們所寫的詩文批評穆罕默德和穆斯林，甚至煽動人們反對穆罕默德。研究宗教比較的學者托爾·安德烈形容穆罕默德的成功在很大程度上仰賴於他所得的名氣，因此惡意諷刺他的作品對他的危害更甚。另一方面，穆罕默德也動用詩人宣掦伊斯蘭教和攻擊政敵，例如哈桑·伊本·薩比特編寫了捍衛穆罕默德和諷刺麥加人的詩文。
在麥地那，穆罕默德所獲的《古蘭經》啟示交代了巴德爾戰役的戰利品分配問題，亦談及如何處理犠牲戰士遺下的孤兒和寡婦，聖訓亦提到他試圖在麥地那建立社會秩序。歷史學家理查德·A·加布里埃爾形容穆罕默德最大的成就之一是建立了穆斯林社會制度，大大改變了阿拉伯的社會秩序。

### 武侯德戰役與塹壕之戰
巴德爾戰役的失敗反而堅定了麥加人要剷除穆斯林的決心，他們在625年組成了一支3000人的部隊進攻麥地那。穆罕默德決定率軍前出武侯德山迎戰，但他們遭到擊敗，穆罕默德負傷撤回麥地那，但麥加人亦無力攻佔麥地那。武侯德戰役的失敗與巴德爾戰役的勝利在穆罕默德的眼中是同等重要，他在此後決意要爭取穆斯林和非穆斯林的服從。

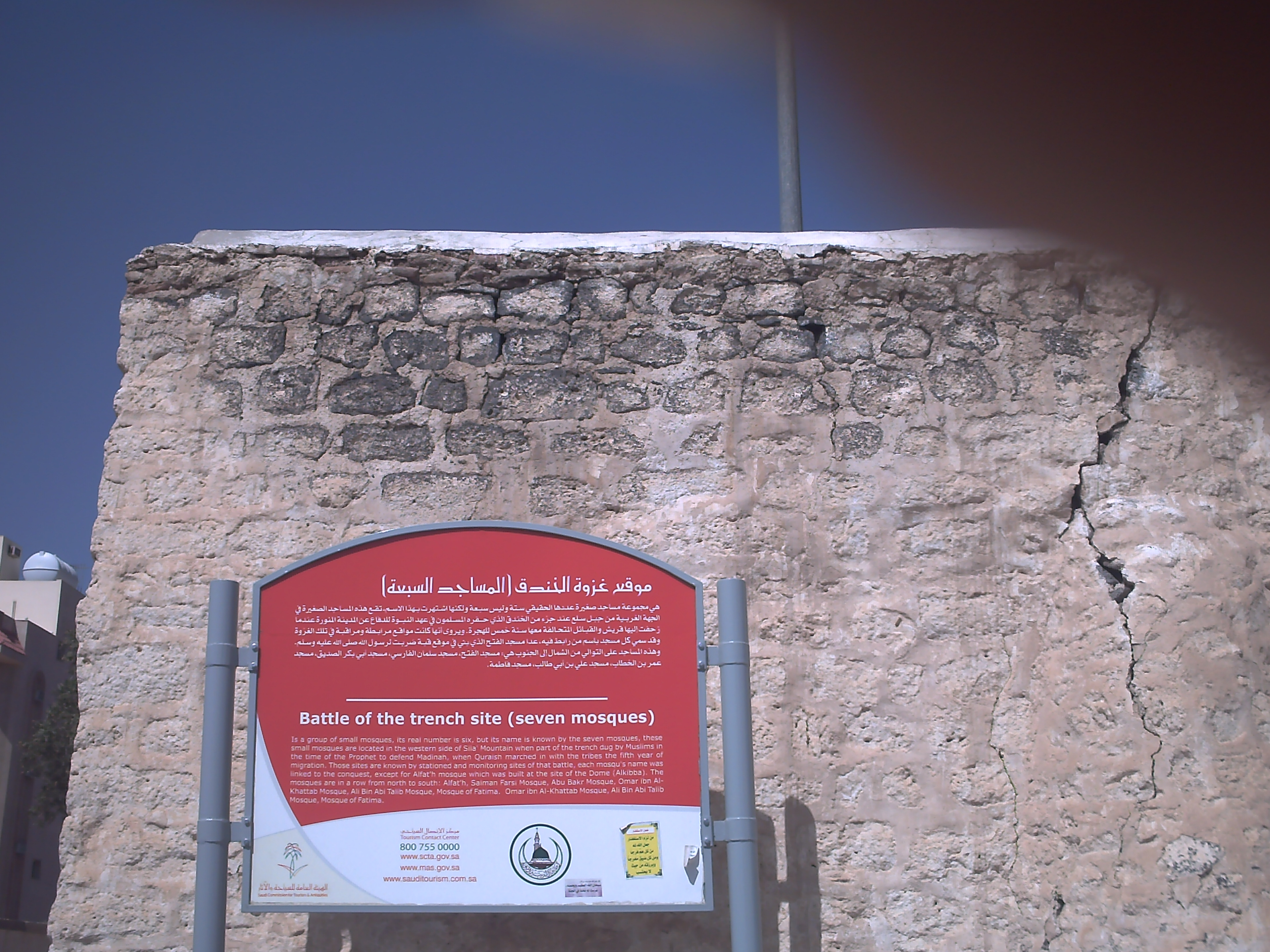
塹壕之戰的遺址

在兩年後，據史學家塔巴里記載，被驅逐的納迪爾氏族猶太人煽動麥加的古萊什部族對付麥地那，他們連同盟友向麥地那發動了攻勢。波斯人薩勒曼建議穆罕默德在城市周邊築壕，穆罕默德親自動手參與在內，因此此戰被稱為塹壕之戰。麥加軍隊圍攻了麥地那將近兩個星期都無法越過戰壕，他們的補給開始跟不上，他們的盟友也退出了戰事，他們只能無功而還撤回麥加。穆罕默德在這兩場戰役都有所得著，挺過麥加最強大的攻勢，又得以處理制造麻煩的猶太人部落，把影響力擴大到沙漠部族。

### 侯代比亞和約
628年，穆罕默德率領約700人前往麥加朝聖受阻，於是他們唯有轉至附近的侯代比亞。穆罕默德遣使向古萊什部族說明他們只是來朝聖。麥加方面派出代表到侯代比亞與穆罕默德協商，最終達成了為期十年的協議。根據協議，穆斯林在這一年不能進入麥加，但往後可以到麥加朝聖並逗留三個晚上。
侯代比亞和約被譽為是穆罕默德在政治上的重大勝利，伊斯哈格稱「伊斯蘭教沒有比這更大的勝利」。此舉亦令穆罕默德及穆斯林得以在不久後征服了麥加的盟友海拜爾，使他們可以在日後得以無後顧之患地進攻麥加。此外，和約亦便於穆罕默德傳播伊斯蘭教﹐史學家瓦基迪稱侯代比亞和約結束了戰爭，令人們覺得更安全，沒有人害怕談及和信仰伊斯蘭教。

### 征服麥加
根據侯代比亞和約，穆罕默德在629年到麥加朝聖，此舉令人們看到朝聖的傳統習俗和克爾白可以得到伊斯蘭教的保障，使又一批民眾改信伊斯蘭教。同年，他決定進攻拜占庭帝國，但在穆厄泰戰役受挫，於是意識到必須征服麥加才可以控制阿拉伯。630年，穆斯林的盟友卡卜氏族遭到古萊什部落的盟友巴克爾氏族襲擊，穆罕默德視之為違背侯代比亞和約，必須予以回應。
穆罕默德起兵10000人南征麥加，由於麥加領導人出現更替，麥加部分具影響力的家族已遷居麥地那和皈依伊斯蘭教，而且前領導人阿布·蘇富揚與穆罕默德的關係有所改善，蘇富揚出城向麥地那投降。穆罕默德保證只要麥加方面不施襲，他們不會殺害任何人。進城後，穆罕默德沒有強迫任何人皈依伊斯蘭教，亦沒有報復古萊什部落。
他圍繞著克爾白走了七圈，對放置在東南角的黑石予以尊崇，做法成為了穆斯林到這裡朝聖的樣板，而放置在克爾白的360個偶像則逐一被移除和摧毀，此後克爾白僅用以供奉真主。隨著麥加的降伏，許多阿拉伯部落都接受伊斯蘭教，穆罕默德在接下來的兩年繼續鞏固伊斯蘭教的地位。

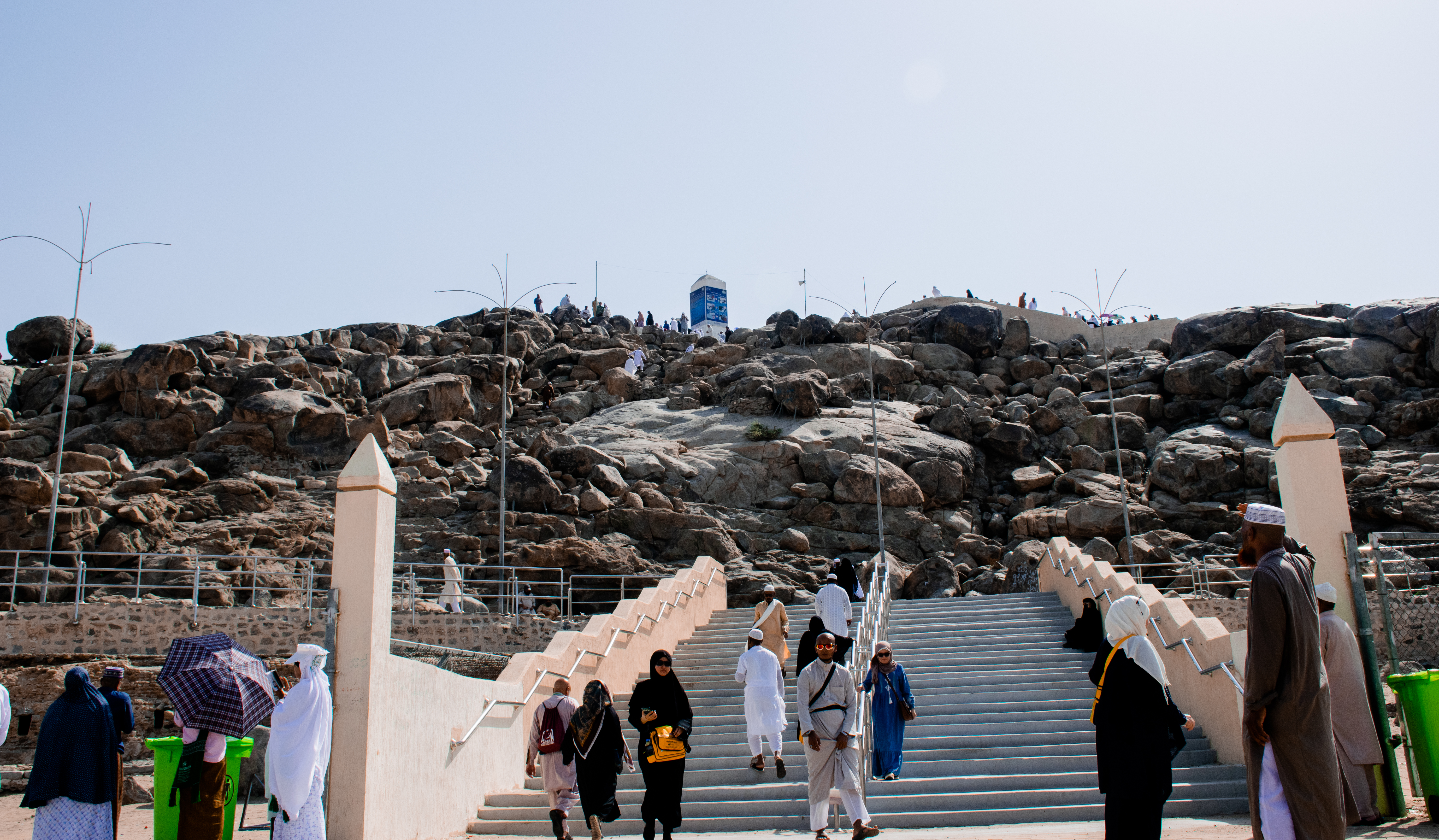
穆罕默德在阿拉法特山發表辭朝演說。

### 辭朝演說
632年，穆罕默德最後一次到麥加朝聖，指示只有穆斯林可以在克爾白朝聖，又發表辭朝演說。穆罕默德在演說當中提醒穆斯林要反對壓迫、尊重婦女及拋棄古阿拉伯的部落衝突，又表示《古蘭經》和聖行可以引領他們走向正確的道路，免受邪惡侵擾。據說有14萬人在場聽取辭朝演說，穆罕默德指示他們要把演說內容傳播出去。
流傳至今的辭朝演說有多個不同的版本，學者阿卜杜勒·哈米德·阿布蘇萊曼認為不同版本的矛盾是「聖訓敘述者的誤解所致」。部分穆斯林相信穆罕默德在回程途中的蓋迪爾胡木最後一次佈道，並指定女婿阿里繼承為穆斯林社群領導人。不過，另一些人不認可這種解讀，他們認為穆罕默德僅因他們的關係親密而請求穆斯林尊重阿里，並沒有指定繼承人。這種分歧導致穆斯林社群分裂成遜尼派和什葉派。

## 逝世
632年5月，穆罕默德再次發兵征伐拜占庭帝國控制的敘利亞地區，但他在遠征隊出發前染病，不得不把領禱的職責交託給阿布·巴克爾。有來源指他因朝聖而積勞成疾，發熱和頭痛的病徵已持續了一段時間。據指穆罕默德在逝世的約80天前收到真主最後的啟示，當中真主稱「我已為你們成全你們的宗教，我已完成我所賜你們的恩典，我已選擇伊斯蘭做你們的宗教」，因此穆斯林認為伊斯蘭教信仰在穆罕默德的逝世時已臻完善。
6月8日，穆罕默德躺在妻子阿伊莎的膝上去世，終年62歲，但有指他「逝世時的年齡在60至65歲之間」。不過，史學家邁克爾·庫克引述的一些資料認為，到穆斯林向阿拉伯以外地區擴張那時，穆罕默德仍健在。另一位學者帕特麗夏·克羅內指「一般認為穆罕默德是在632年逝世，但他在此後的兩至三年後才逝世的可能性也不能完全排除」。由於穆罕默德恰好在伊斯蘭曆的3月12日出生和逝世，穆斯林會在這一天同時紀念他的誕辰和忌辰，那一天被稱為聖紀節。
據說穆罕默德曾經在病榻上讓人拿來筆墨，稱要寫下一些東西，以免後人誤入歧途，但最後沒有留下任何文字。什葉派稱穆罕默德當時有意寫下阿里的名字，確認他是真主擬定的繼承人。遜尼派聖訓亦有記載此事，指穆罕默德的門徒歐麥爾稱先知受疾病的影響，因而沒有提供書寫材料。
根據伊斯哈格的記載，穆斯林在穆罕默德逝世的翌日確認阿布·巴克爾的領導權，然後開始籌辦穆罕默德的喪葬。歐麥爾最初還寄望先知復蘇，因此不願意讓他下葬，但穆罕默德的叔父阿拔斯留意到遺體開始發臭，堅稱要下葬。穆罕默德在家中下葬，後來在該地興建了陵墓，並成為清真寺的一部分，許多穆斯林會來到這裡參拜。

## 形象與性格特徵
穆斯林視穆罕默德為亞伯拉罕諸教最後的先知。美國傳教士邁克爾·庫恩指出，在穆斯林的眼中，他是「男兒的典範、全人類前所未見的道德榜樣」。有見及此，穆罕默德的性格特徵是穆斯林社群的一大關注點，儘管伊斯蘭教禁止偶像崇拜，但並非所有穆斯林都嚴格遵照，形容先知個性和容貌的文獻、口頭描述及繪畫都十分普及，而且在伊斯蘭教宗教藝術佔據重要地位。
非穆斯林的看法呈現兩極化。基督教福音派有人認可穆罕默德是一位偉大的君子，也可能是上帝的先知，但亦有人認為他精神錯亂和崇尚暴力。西方對穆罕默德生平的記載往往語帶負面，質疑他的先知身份。不過，如約翰·沃爾夫岡·馮·歌德、弗里德里希·沃爾夫、托馬斯·卡萊爾等學者卻刻劃出他的正面形象。1980年代後，穆罕默德在學者當中的形象好轉，基督教神學也從過往的拒絕承認其先知身分轉變成理解認可。

### 外貌

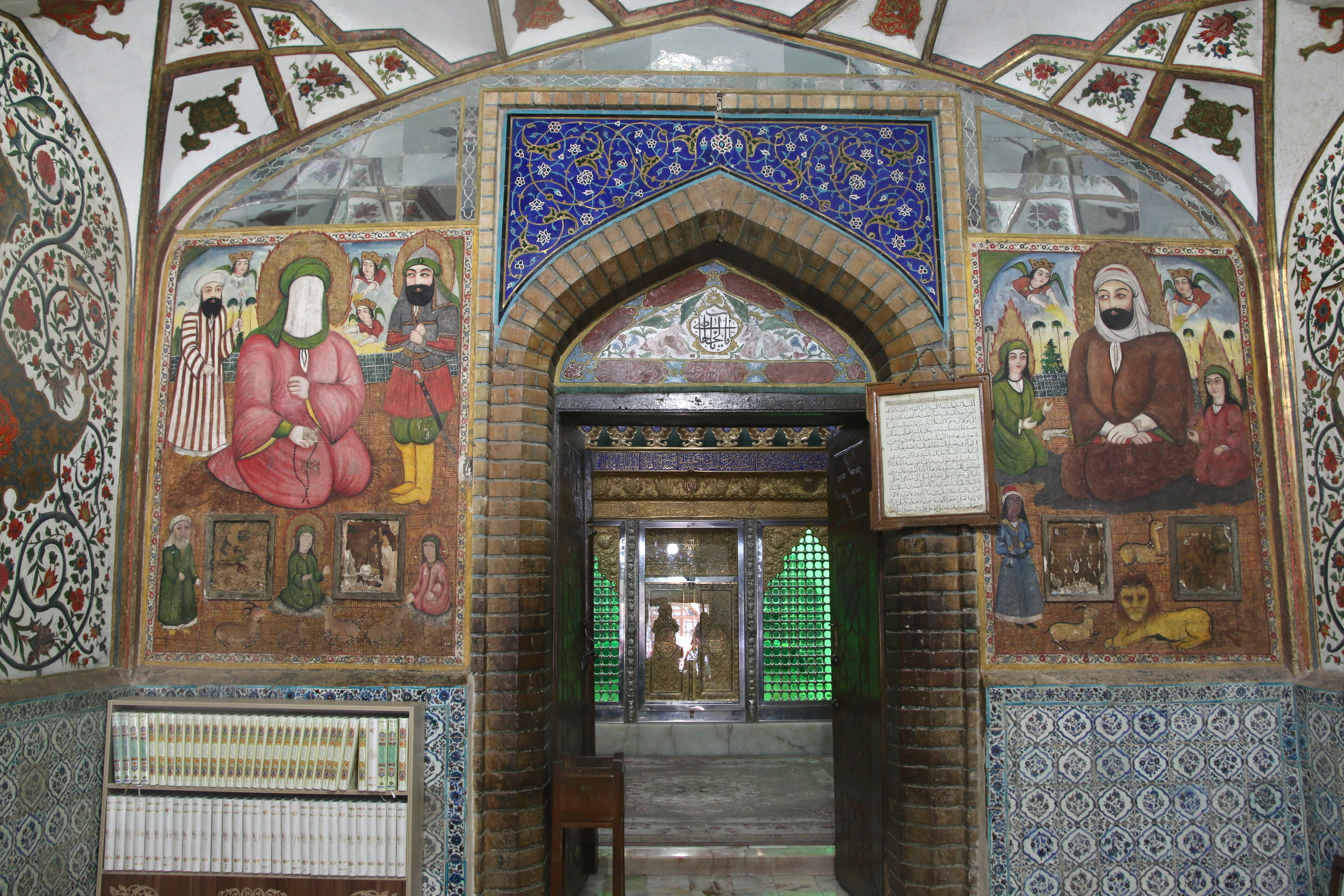
描繪穆罕默德及他的女婿阿里的藝術作品。伊斯蘭教禁止偶像崇拜，所以人們不得刻畫穆罕默德的面貌。

由於伊斯蘭教奉行聖像破壞主義，關於穆罕默德外貌特徵的描述不多，只知他的外貌平凡、身高一般、身材結實、手臂修長，有濃密的頭髮和鬍子，鼻鈎瞳黑。相關的描述可見於聖訓和傳記。希利亞是一種藝術文體，構成文字形式的畫像用以描述穆罕默德的外貌特徵，規避視覺上造成偶像崇拜。這種藝術表現穆罕默德外表的形式據信有保佑和醫護作用，所以此類作品會被當作護身符使用。
埃及作家穆罕默德·侯賽因·海卡爾在他的著作裡詳細描述穆罕默德在二十多歲時的面貌，稱他有一張俊朗的面孔，身材中等，大大的腦袋有一頭濃密的黑髮。他的額頭寛闊，大大的黑眼睛配上濃密的眉毛，眼側微紅，睫毛長長；鼻子美觀，牙齒整齊，鬍子厚密，頸部修長，胸肩闊大。他的膚色淺白，手腳厚實。穆罕默德的朋友形容他體格魁梧，皮膚「像女人一樣」紅潤，偌大的深色眼睛動人心魄。標榜是由穆斯林澤利姆（Zelim）寫給一位猶太拉比的《猶太人的偉大解放者穆罕默德與摩西的相似之處》（Parallele entre Mahomet et Moise le grand liberateur des Juifs）裡亦有類似描述，形容他五官生動、神態高貴，澤利姆強調這樣的描述是由穆罕默德的敵人所載，不能被視為奉承之語。
所有記載都稱穆罕默德的膚色非常白晳，阿里形容是「白裡透紅」。他的膚色、外觀和芬芳的體味在伊斯蘭教文獻裡經常都被比擬作玫瑰，例如中世紀詩人尼扎米提到穆罕默德時稱「如你是玫瑰，請賜予我們花圃那般的芬香」，作家哈卡尼·穆罕默德貝伊把穆罕默德猶如玫瑰的外觀類比天國，稱他與玫瑰花苞相似。

### 性格
據作家艾爾沙德汗（Arshad Khan）所述，穆罕默德為人誠實、謙虛、公正、仁慈、有愛心、體貼及勇敢，生活簡樸，以平等和尊重的態度待人，是所有穆斯林的模楷。伊斯哈格記載真主自穆罕默德年幼開始便保護他，使他成為人們當中最有男子氣慨、性情最好的人，真主灌輸了良好的品格，因此他獲人們稱為「可信之人」。學者阿迪勒·薩拉希認為穆罕默德追求正義的性格貫徹始終，他在成為先知之前已經參加美德同盟，幫助受到不公待遇的人，成為先知後亦能公正地處理穆斯林社群的糾紛。
在聖訓裡，穆罕默德被形容為「反映《古蘭經》之道」，學者穆爾塔達·扎比迪解釋稱這是指穆罕默德與《古蘭經》的善意、指示及優秀相連。《古蘭經》形容他「具備一種偉大的性格」，又讚頌他是「優良模範」。穆罕默德的妻子阿伊莎提及他的時候稱他是「行走的《古蘭經》」。穆斯林則形容他深愛全人類，不分種族、信仰和膚色，不以怨報怨，寬恕包容，仁厚待人。
史學家愛德華·吉本評價穆罕默德時稱他是一位善惡交加的歷史人物，既非辯護基督教的人們口中所說的邪惡天才，亦非歌頌伊斯蘭教的人們口中所指的卓越先知。神學家弗里德里希·斯潘海姆指穆罕默德是一位缺德的偽先知，但承認他為人機智，慷慨對待窮困人士，待人有禮。猶太學者阿洛伊斯·施普倫格則形容他懦弱、狡詐及過份狂熱。

### 文化水平

“阿拉伯語”一詞在阿拉伯語裡的寫法。穆罕默德或有基本的讀寫能力。

穆罕默德在6世紀末學會阿拉伯文的基礎字形，但不清楚他是否能寫字或只是能讀，但一般都不認為這算作識字，當時的大部分人都沒有學習閱讀和寫字。傳統上，穆斯林認為穆罕默德是文盲，但有很好的記憶力和出色的說話能力。不過作為商人，他應該有一些閱讀和寫作能力。《古蘭經》裡以「烏米」（Ummi）一詞來指稱穆罕默德，該詞有文盲的意思，但這個詞語有歧義，亦可指他本身並非猶太教徒或他本身是異教徒的意思。
詩人穆斯塔法·阿里稱穆罕默德是不識字的先知，並指出這正好證明他的品性至高無上，因為他已經超脫了普通人「白紙黑字的閱讀和寫作能力」。作家阿里·于納爾稱他沒有接受過教育，也沒有上過學，也正因為是這樣，「他沒有受到當時的文學影響，免受思想和精神上的污染」。不過，學者法里德·伊薩克引述稱，一些學者認為穆罕默德所謂的文盲是後世捏造，目的是為了爭論《古蘭經》的唯獨。宗教學者阿爾溫德·夏爾馬把穆罕默德的文盲比擬聖母瑪利亞的童貞，指出穆斯林的這種說法是為了確立《古蘭經》經文是真主之言。
伊斯蘭教內外的文獻都描述穆罕默德是一位教師和指導者，學者阿卜杜勒·拉希姆·基德瓦伊讚揚他是「人類前所未有最好的老師」。穆罕默德非常重視學習知識，聖訓中提及他說過「知識就是崇拜」、「求學問是穆斯林的天職」、「學問雖遠在中國，亦當求之」，又鼓勵識字的聖伴教人讀書識字。穆罕默德在傳授《古蘭經》的時候採用漸進式的教學方法，確保學生能掌握教授的內容，亦重視教學的質量。

### 軍事才能
在穆罕默德年輕時，叔叔哈姆扎留意到他眼力極佳，射術天資出眾，於是磨練他的射術。傳統上有記載指穆罕默德擅用六種弓，據稱他曾經參加冒瀆之戰，並發射了箭矢，又在後來的武侯德戰役中用弓戰鬥，直到把弓拉壞。穆罕默德重視弓術鍛練，並稱比起練習騎術，練習弓術的人們更得他的歡心。不過，聖訓提到他也會騎馬和駱駝，並且親自騎駱駝參與劫掠。穆罕默德參加的幾乎所有戰役也騎在駱駝上。
史學家宰海比引述10世紀學者伊本·法里斯·卡茲維尼稱穆罕默德擁有八把有名號的利刃，穆罕默德使用其中一把名為阿德卜的利刃參加巴德爾之役及武侯德戰役。儘管有記載指他在巴德爾之役位處後方受到保護，但有其他說法稱他「勇猛無畏」，「沒有人比他更接近敵人」。在征討蓋斯部落的胡耐因之戰，穆斯林陷入劣勢，但據載他毫不退縮，催促座下的騾子繼續向前。
加布里埃爾稱穆罕默德除了是優秀的將領和戰術家，還是軍事理論家、軍制改革者、戰略思想家、實戰指揮官及軍事領導人，又實踐了他發明的舉事反抗理論。學者奧利弗·利曼也指出，他的軍事才能在伊斯蘭教歷史裡得到驗證，看來是有戰功的軍事領導人。穆罕默德在準備發動侵襲的時候特別謹慎，他會故意使用含糊的言語來指稱行動的地點，避免消息洩漏給敵人。他襲擾貿易路線時所選的地點有戰略上的考慮，目的是控制接近紅海的貿易路線，穆斯林史學家敘述這些行動的時候都強調他是精明、出色的軍官，能智取麥加的異教徒。
在巴德爾之役，穆罕默德把300名戰士組織成兩條隊列，一些穆斯林作家聲稱穆罕默德首次把這種陣形引入阿拉伯。他曾經率領商隊經商，所以他熟悉路線、行走距離、馱運動物的食水供應、水井位置、天氣等知識，從未因物資調動困難而改變和放棄軍事行動。文獻亦提及穆罕默德引入了也門的投石機和洞屋，用於攻城戰，大概是首位在北阿拉伯應用這些攻城武器的阿拉伯軍事指揮官。

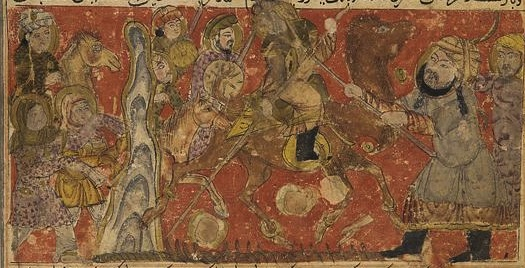
阿布·阿里·巴勒阿米在《巴勒阿米史》裡描繪穆罕默德在武侯德戰役擊殺烏馬亞·本·哈拉夫。

不過，加布里埃爾認為穆罕默德未能在武侯德戰役採用原本擬定的戰術。麥地那的地形能阻礙大批騎兵和步兵，削弱麥加一方的人數優勢，而且他們缺乏攻城武器，只要穆斯林堅守不出，麥加軍隊自然會因軍餉耗盡而退兵，但穆罕默德最終卻同意了部下出戰的請求。即使穆罕默德叮囑了駐守一個小山丘上的弓兵不得擅離，他們後來沒有遵從這個命令，麥加軍隊有機可乘，得以從後方攻擊穆斯林。

## 《古蘭經》與聖行
真主通過天使吉卜利勒向穆罕默德傳授的《古蘭經》是伊斯蘭教最重要的宗教源頭，而穆罕默德的身教言傳則稱為聖行和聖訓。穆斯林相信他的生活表達了《古蘭經》的信仰思想，指導他們如何信奉伊斯蘭教。聖訓收錄穆罕默德的所言所行，用以演示、解釋及補充《古蘭經》的教條和價值觀，兩者都是伊斯蘭教法的主要法源。

### 古蘭經
據說《古蘭經》是第二代哈里發歐麥爾才下令收集穆罕默德所得的啟示而成。穆斯林不認為穆罕默德是《古蘭經》的作者，而是真主向穆罕默德揭示的訊息，《古蘭經》本身也否認他是作者，但非穆斯林普遍都直接或間接地表示穆罕默德是《古蘭經》的作者。學者馬利茲·魯思文認為，既然穆罕默德是在《古蘭經》出現後才成為先知，而《古蘭經》自稱是不經修改、原汁原味的真主之言，那麼穆罕默德就不是《古蘭經》的作者，而是相反《古蘭經》是穆罕默德的「作者」。
身為拉比的學者亞伯拉罕·蓋格爾相信《古蘭經》是人為的產物，許多內容都是重塑猶太教。比較《古蘭經》與猶太教及基督教文獻的相同敘事，他認為當中有差異是因為《古蘭經》是基於《出埃及記》一個含糊的版本，而且穆罕默德的轉述出錯。基督教傳教士里科耳多·達蒙特·迪克羅稱穆罕默德在《古蘭經》裡安插了許多偽造的東西，西班牙雄辯家佩特魯斯·阿方索及13世紀著作《揭開隱秘》的匿名作家都斷定穆罕默德是《古蘭經》的作者。
伊斯蘭學者以穆罕默德的文盲為由，證明《古蘭經》確實是聖典，他們指出如果穆罕默德沒有讀寫能力，就無法編寫《古蘭經》。神學家賽義德·努爾西指出，《古蘭經》啟導了許多聖人，認為它的經文是人類之言無法解釋它的性質和影響。法國醫生莫里斯·比卡耶也認為，《古蘭經》所述的一些內容過於超前，把穆罕默德視作它的作者是站不住腳。

### 聖行
在穆罕默德逝世後，伊斯蘭教通過軍事征服向外擴張，而穆罕默德的同伴逐漸老去和逝世，穆斯林有迫切需要收集和保存穆罕默德的故事。有人開始自主或受到指使收集被稱為聖行的先知傳說，輯錄成聖訓。一則聖訓包含兩個部分，分別說明了該聖訓的傳述世系及內文。聖訓包含了與穆罕默德相關的事件、言論和決定，提供了素材描繪穆罕默德的生平，以支持穆斯林所行的習俗。

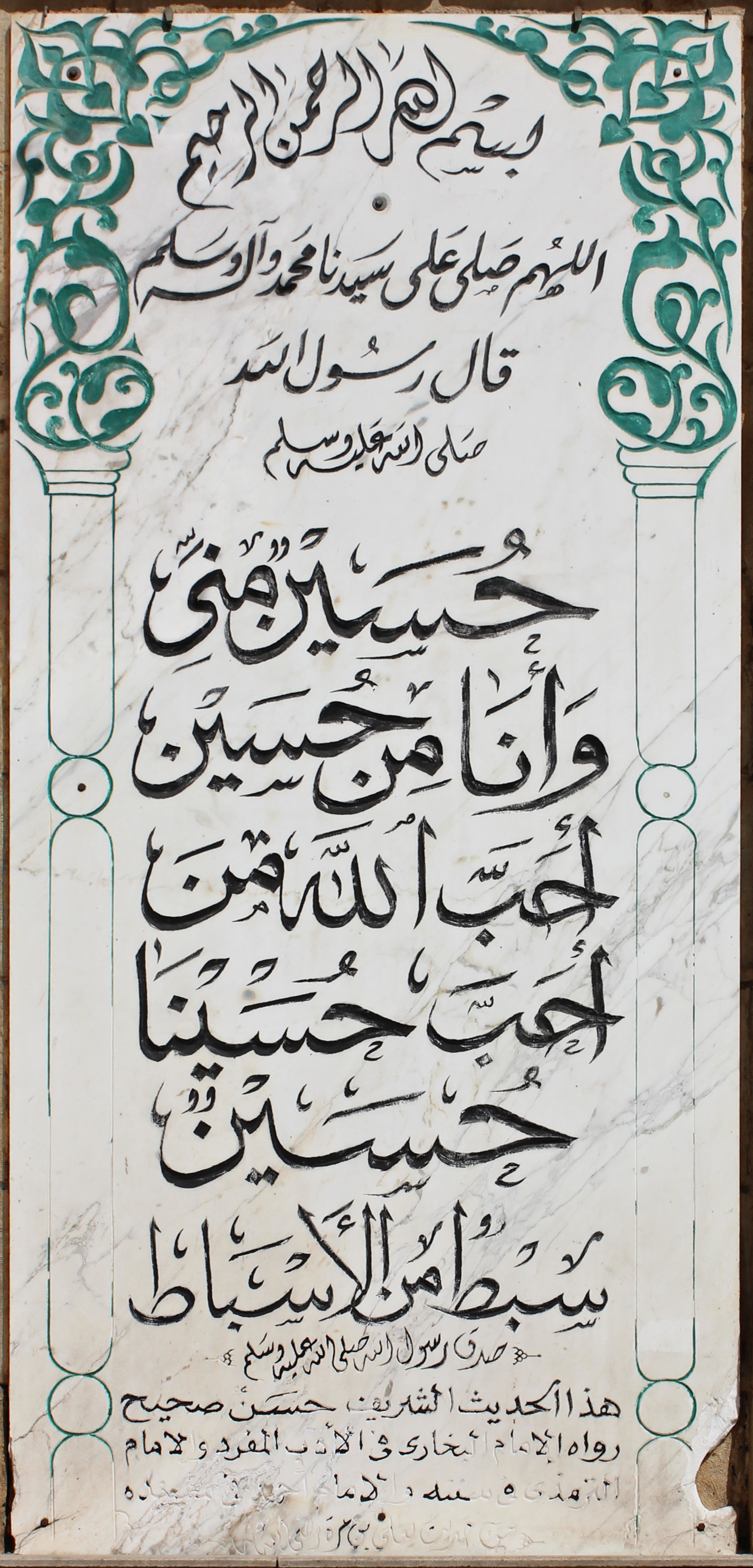
開羅伊瑪目侯賽因清真寺的聖訓銘文

聖訓不僅用作記錄歷史，它還揭示真主通過穆罕默德想表達的行徑。許多穆斯林都認為，將來出現的任何困難和疑問都可以在穆罕默德的聖訓當中找到答案。部分學者指出，儘管有許多聖訓都是偽造，但許多聖訓都包含歷史資料。根據聖訓學者穆罕默德·伊本·伊斯梅爾·布哈里的估算，約有2350則聖訓被認為是真實可靠。
聖行補足了《古蘭經》，有時可以解釋經文的內容，或提供更多細節，穆斯林應當仿效穆罕默德的這些聖行。伊斯蘭教學者馬哈茂德·阿尤布稱「聖行在本質上不是宗教聖典，而是穆斯林在他們的生活當中的榜樣」。穆斯林文化和一些行為習慣都是參照了穆罕默德的做法，例如穿鞋、梳頭等動作都是先右後左。證信、禮拜的宗教課業都是源自聖行，而齋戒、朝覲的細節規定也是通過聖行而訂立。

## 奇跡
《古蘭經》與聖經一樣認為奇跡是真主在世間行事的異象，穆罕默德在《古蘭經》當中並沒有施展奇跡，經文中提到他自稱「只是一個同你們一樣的凡人」，在回應不信道者質疑真主不降臨神跡於他身上時，經文亦稱他「只是一個警告者」，他自身也聲稱《古蘭經》是他的唯一奇跡。穆斯林學者解釋穆罕默德不行奇跡時稱「《古蘭經》的美妙極致和偉大已證明了穆罕默德的先知身份，而不是那些違反自然定律、常人無法理解的東西」。學者賈希茲認為穆罕默德其人其事已可以證明他是先知，不亞於其他先知所立的奇跡。
學者德尼·格里伊表示，早於穆罕默德的先知有奇跡相助，確認和肯定他們所傳達的訊息，然而《古蘭經》裡的穆罕默德卻沒有得到真主的這種眷顧。穆罕默德的追隨者伊本·勞哈聲稱「即使他沒有顯著的神跡，僅僅是他的存在便表明了祂的旨意」。對於穆罕默德和穆斯林來說，《古蘭經》的所有章節都是真主的神跡，所以《古蘭經》的章節被稱作「阿亞」，意思是奇跡。《古蘭經》經文提出「如果你們是誠實的」，「那末，你們試擬作一章」，向不信者提出了挑戰。
不過，英國神學家大衛·理察德·托馬斯提到《古蘭經》當中提到的開拓胸襟、月亮破裂和夜行登霄都是與穆罕默德相關的奇跡。開拓胸襟是指據傳有兩位天使或雀鳥帶走了還是孩童的穆罕默德，打開了他的心胸，並施行了手段淨化了他的心臟。月亮破裂則是有人要求穆罕默德所行的奇跡，他讓空中的月亮分為兩半。伊本·希夏姆亦論述了這些奇跡。
關於這些奇跡，聖訓有更詳盡的敘述，而且類似這樣的奇跡在聖訓當中有數百個。阿拔斯王朝初期的穆斯林學者撰寫的聖訓和綏拉（穆罕默德傳記）都引述了先知生平當中創造的大量奇跡，許多都與天空、風、樹木、動物的自然景象相關，它們所出現的兆象確立穆罕默德的先知身分。海卡爾解釋，後世出現更多故事敘述穆罕默德的奇跡，是因為穆斯林已經知道以往的先知所立的奇跡，他們認為這是先知不可或缺的一部分，即使《古蘭經》沒有說明，他們也接納了這些確實是穆罕默德所行的奇跡。
神學家安薩里、艾什爾里、巴基拉尼、阿卜杜·卡希爾·巴格達迪、阿塔·馬里克·志費尼及巴茲達維都認為，儘管先知是與其他人無異的人類，信眾需要辨別真先知與假先知，這些普通人做不到的異象和成就就是差異之處。在《宗教科學之復興》一書裡，安薩里列出了穆罕默德所立的45項奇跡，但他強調真主是以穆罕默德為介創造奇跡。同是神學家的伊本·阿卜杜勒·瓦哈卜則在他的《法學概要》（Mukhtasar）裡反對後世的穆罕默德傳記裡添加了大量奇跡，他所創立的派別瓦哈比派強調《古蘭經》的解讀不可變更，拒不接納憑空創造的所謂奇跡。

## 家庭
穆罕默德出生在哈希姆氏族一個貧困家庭，並根據傳統寄養在另一家人那裡。在母親逝世後，他先後由祖父和伯伯照顧。他沒有血脈相連的兄弟姐妹，但在寄養家庭裡有八位兄弟姐妹。成為先知後，每當乳母哈利瑪到訪時，穆罕默德都會把自己的斗篷鋪開，讓她坐下，以示尊敬。胡耐因之戰結束後，穆斯林抓了一個聲稱是穆罕默德養姐妹的莎伊瑪·賓特·哈里斯，穆罕默德放了她回到她的部族。
在伊斯蘭教裡，聖裔一詞專指先知穆罕默德的家人。遜尼派認為該詞包括了穆罕默德的妻兒，而什葉派的定義則較狹窄，認為聖裔僅指穆罕默德和他的女兒法蒂瑪、女婿阿里、外孫哈桑及侯賽因及他們的後裔。什葉派認為聖裔是絕對正確的伊瑪目，相信這些伊瑪目是真主選定的穆斯林領袖。所有穆斯林都十分尊崇穆罕默德的家人，什葉派甚至相信他們可行神跡，幫助他們在審判日進入天堂。
阿卜杜·馬納夫及他的兒子阿卜杜·沙姆斯也是穆罕默德的祖先。穆罕默德是阿卜杜·馬納夫的第五代子孫，而阿卜杜·沙姆斯則是倭馬亞家族的祖先。穆罕默德一共有11位叔伯、6位姑母。除了女婿兼堂弟阿里，阿卜杜拉·本·阿拔斯是穆罕默德的堂兄，他被稱為最偉大的《古蘭經》經注學家。

### 妻妾

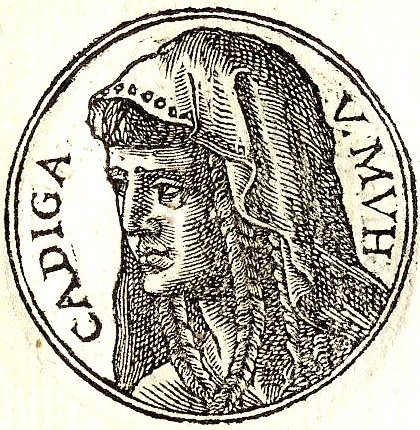
法國印刷商紀堯姆·魯耶出版的木刻版畫肖像包括了穆罕默德的第一位妻子赫蒂徹。

穆罕默德在595年迎娶他的第一位妻子赫蒂徹，當時40歲的赫蒂徹是一名富有的寡婦，同時是他的僱主。據稱多配偶制在伊斯蘭教出現之前的阿拉伯相當普遍，《古蘭經》加以限制，穆斯林男子最多可娶四名妻子。可是，穆罕默德在娶了赫蒂徹後的25年也只有這一名妻子，直至她在619年逝世。赫蒂徹在伊斯蘭教歷史裡備受敬重，認為她的品格高尚，而且她是穆罕默德奉行先知使命的重要支持者。法學家卡迪·努曼大加讚頌她的美德，把她為妻忠虔和典型的母親形象塑造成穆斯林眼中完美的婦女。
據伊斯哈格記載，穆罕默德在赫蒂徹逝世後締結了10次婚姻，對象分別是薩烏黛、阿伊莎、哈夫莎、烏姆·賽萊邁、朱韋麗婭、宰娜卜·賓特·傑哈希、宰娜卜·賓特·胡宰邁、烏姆·哈比拜、索菲婭及梅蒙娜。不過，聖訓記載的數量不一，一些穆斯林認為他的所有婚姻都是《古蘭經》經文限制妻子數量至四人之前締結，但亦有解讀認為先知不受此限制。據指他又另立兩妾瑪麗婭·格卜蒂亞及賴哈納·賓特·宰德，前者是基督徒，後者則是猶太人。
穆罕默德的妻子們被稱為聖妻，《古蘭經》中又稱她們是信士之母，穆斯林在先知逝世後不能迎娶她們。除了赫蒂徹，穆罕默德所娶的其中七名妻子都是寡婦，學者穆罕默德·阿里指出他在赫蒂徹之後的多次婚姻在很大程度上是為了保護那些寡婦。他的一些婚姻是出於政治原因而締結，例如阿伊莎、哈夫莎、烏姆·哈比拜、梅蒙娜。阿伊莎和哈夫莎的父親都是穆罕默德的支持者，烏姆·哈比拜的父親阿布·蘇富揚原本是穆罕默德的敵人，但穆罕默德通過聯姻鼓勵了蘇富揚皈依伊斯蘭教。另外﹐通過與梅蒙娜的婚姻，哈立德·本·瓦利德成為了穆罕默德的外甥，他被稱為是古萊什部落最強大的戰士。
阿伊莎是穆罕默德所娶的唯一一位處女，她在623年正值9歲的時候與穆罕默德訂婚，經常被認為是穆罕默德最愛和最親密的妻子，非常了解先知的生活習性，她轉述了超過2000則聖訓。聖訓也記載了穆罕默德與妻子們的關係和相關的資料，形容他愛護和供養了妻子，又會平息她們之間的紛爭。在穆罕默德逝世後，妻子們似乎沒有繼承他的資產，哈里發歐麥爾在641年設立了國家撫恤金，利用征服所得的龐大收益供養包括她們在內的人士。

### 後裔
據說穆罕默德與赫蒂徹生下了兩男四女，分別是阿卜杜·阿拉·伊本·穆罕默德、卡西姆·伊本·穆罕默德、魯奎雅·賓·穆罕默德、烏姆·庫勒蘇姆·賓特·穆罕默德、宰納卜·賓特·穆罕默德及法蒂瑪。穆罕默德又與其妾瑪麗婭誕下了一子易卜拉欣·伊本·穆罕默德，但三名兒子皆早夭。四女當中亦只有法蒂瑪在穆罕默德逝世後仍健在。法蒂瑪嫁給穆罕默德的堂弟阿里，並誕下哈桑和侯賽因，他們是穆罕默德僅有的男性後裔。
聖訓記載了許多軼事描述穆罕默德對哈桑和侯賽因的喜愛。什葉派相信穆罕默德的後裔是神授的穆斯林領導人，他們認為阿里在穆罕默德逝世後成為首位伊瑪目，哈桑和侯賽因則是第二及第三位。不過，遜尼派則支持穆斯林推選產生的阿布·巴克爾成為哈里發，並稱阿里亦效忠於他。
哈桑的後裔被稱為謝里夫，而侯賽因的後裔則被稱為賽義德，以示出身之高貴。謝里夫自968年至1925年一直統治麥加的謝里夫國，立國的賈法爾·伊本·穆罕默德·伊本·侯賽因·阿米爾是哈桑的第九代子孫。一些現代穆斯林國家的君主自稱是先知後裔，主張自身的正當統治權，如伊拉克和約旦的哈希姆家族。

## 爭議
伊斯蘭教教義相信其宗教是先知穆罕默德在7世紀的沙特阿拉伯所得，《古蘭經》、先知傳記、聖訓和一般的歷史記載都提供了有關穆罕默德的歷史資料。許多穆斯林學者認為這些資料基本上都是真確，法國史學家歐內斯特·勒南也認為穆罕默德「在歷史上完全有跡可見」，科學家邁克爾·哈特承認他是「歷史上唯一在宗教和世俗層面上都極其成功的人」。不過，像古斯塔夫·魏爾、威廉·繆爾、伊格納茨·戈德齊赫爾等學者都質疑這些史實。
穆罕默德相關的史實問題甚至引發學者質疑穆罕默德可能並不存在。學者穆罕默德·斯文·卡利施稱穆罕默德存在的證據在踏入8世紀的時候才出現，他指出「研究得越多，就越發現這位歷史人物未必真確存在」。另一位學者邁克爾·庫克認為穆斯林以外的資料可以證實確有穆罕默德其人，但這些資料也對伊斯蘭教的早期歷史產生諸多疑問。美國學者凱西亞·阿里形容了基督徒把穆罕默德描述成以基督為藍本的虛構人物，其聲稱等同甚至超越基督皆純屬謊言，毫無事實基礎。
此外，穆罕默德的人格經常都受到反對伊斯蘭教者批評。基督教往往都批評穆罕默德是一位享樂主義者及奸詐之人，猶太作者經常用「瘋狂」來描述穆罕默德，世俗作家則批評他愚昧、野蠻及不道德。

### 個人生活
基督徒指責穆罕默德的道德敗壞，藉此來否認他的先知身分，亦有世俗的觀點認為他是一位文盲的騙子，利用騙術來拔高自己的地位。基督教傳教士唐·理查森形容穆罕默德的道德水平及不上尋常無賴的底線，另一位傳教士傑里·瓦因斯指他是「被魔鬼附身的戀童者」。作者諾尼·達爾維什指出即使是以當時阿拉伯的標準來說，穆罕默德也難以隱暪他在個人生活當中犯下的罪孽。

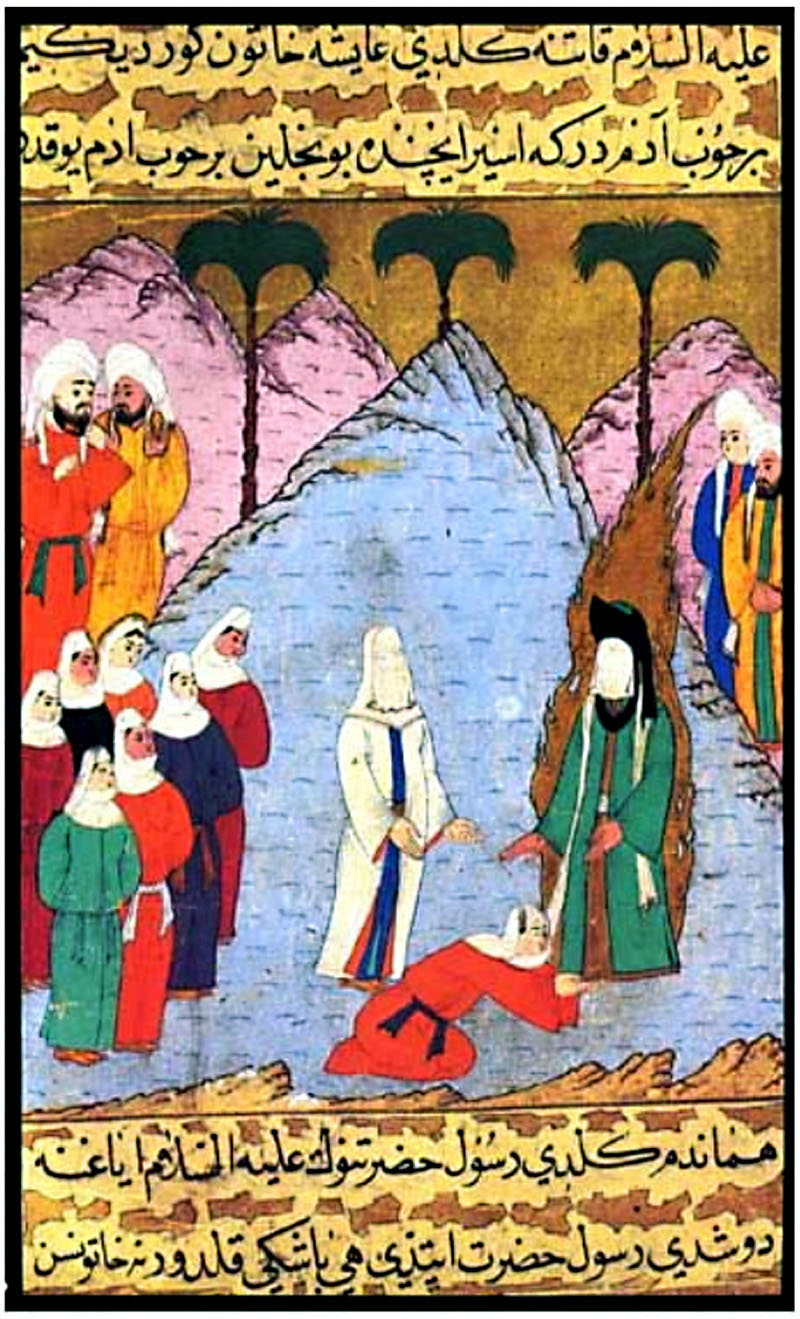
圖示穆罕默德與他的妻子阿伊莎釋放了一名酋長的女兒。他們的婚姻引發了爭議。

穆罕默德的性癖和婚姻生活一直都是西方反對伊斯蘭教的一方聚焦的議題。他在踏入50歲後迎娶了當時不足10歲的阿伊莎，被指等同虐兒。曾任荷蘭議員的希爾西·阿里稱穆罕默德在當今會被視為戀童，但史學家丹尼絲·斯佩爾伯格認為阿伊莎的婚齡可能是後世所創，用以說明穆罕默德最寵愛的妻子在結婚時是處女。伊斯蘭教法學者賽義德·穆罕默德·雅斯曼（Sayyid Muhammed Jasmin）認為批評穆罕默德娶了年幼的阿伊莎是現在論的說法，以當時並不存在的現代形勢來錯誤解讀歷史。
自中世紀以來，穆罕默德的多配偶婚姻一直都被指有違道德，被視為性變態。意大利傳教士羅伯托·卡拉喬洛認為穆罕默德著重肉欲，西班牙辯論家佩特魯斯·阿爾方斯稱他「非常喜歡女人，太沉迷酒色，正如他所稱，他的色欲等同四十個男人」。一些人辯稱穆罕默德娶了多位妻子是出於同情和關照他人，例如穆罕默德·阿里-哈吉·薩爾明（Muhammad Ali-Al-Haj Salmin）稱穆斯林為了伊斯蘭教犧牲了性命，穆罕默德為了捍衛他們的遺孀而與她們締結婚姻，另一些婚姻則是出於政治原因。
穆罕默德的其中一位妻子宰娜卜·賓特·傑哈希原本是他的義子扎伊德·伊本·哈迪薩·卡爾比的妻子，但她後來離婚，轉而嫁給穆罕默德，此舉在當時甚至受到一些穆斯林的批評，因為阿拉伯人視義子等同於親生兒子，所以他們之間的婚姻會被視為亂倫。作家法蒂瑪·梅爾尼西認為穆罕默德迎娶宰娜卜的主要原因是垂涎她的美色。海卡爾卻認為這樣的批評不合理，他承認穆罕默德的確打破了當時的社會規範，但摩西殺害埃及人、約拿與鯨魚的經歷及耶穌是處子所生都違反自然定律。

### 戰爭與蓄奴
作家阿卜杜·馬西赫·伊本·伊斯哈格·肯迪不同意穆罕默德在宣教過程當中發動的戰爭和劫掠，他稱「從未聽聞有人會像穆罕默德那樣宣稱，如果有人不接納他的先知身分，他就用刀劍刺他、洗劫他的屋子、奴役他的孩子」。巴勒斯坦作家瓦利德·侯賽尼指出，在當今的國際法之下，穆罕默德干犯了反人類的戰爭罪行、盜竊、強姦、搶劫和破壞，亦會因蓄奴、人口販賣、仇女及針對非穆斯林的宗教偏見而受審。福音佈道家老傑瑞·法威爾形容穆罕默德是「崇尚暴力和戰爭的人」，是「恐怖份子」。
沙特思想家比賴克·阿布·邁拉（Birayk Abu Mayla）認為穆罕默德按照真主的允許而對敵人發動聖戰，目的是讓人們擺脫愚昧的黑暗，使他們可以沐浴的宗教信仰的光芒下。埃及作家阿巴斯·馬哈茂德·阿卡指出現代國際法對戰俘的保護是基於不知情對方的所作所為，但穆罕默德允許殺害戰俘是因為他知道對方侵害穆斯林，而屠殺猶太人則是因為他們通敵，違反了與穆罕默德的協定。另一位作家阿卜杜·拉赫曼·謝爾卡維認為穆罕默德僅在自衛的情況下發動戰爭。
學者威廉·繆爾在寫作穆罕默德的傳記時批評奴隸制得到《古蘭經》的背書，是「徹頭徹尾的邪惡」。另一位學者大衛·馬戈柳思稱穆罕默德從來沒有想過廢除奴隸制。不過，倡導伊斯蘭教改革的賽義德·艾哈默德·汗認為蓄奴源自信奉異端的阿拉伯人及猶太-基督教傳統，他不認同聖訓所述的穆罕默德接受奴隸制甚或擁有奴隸的說法。史學家戈弗雷·希金斯指出，儘管穆罕默德沒有廢除奴隸制，但他對之加以管制，並鼓勵釋奴。

### 褻瀆

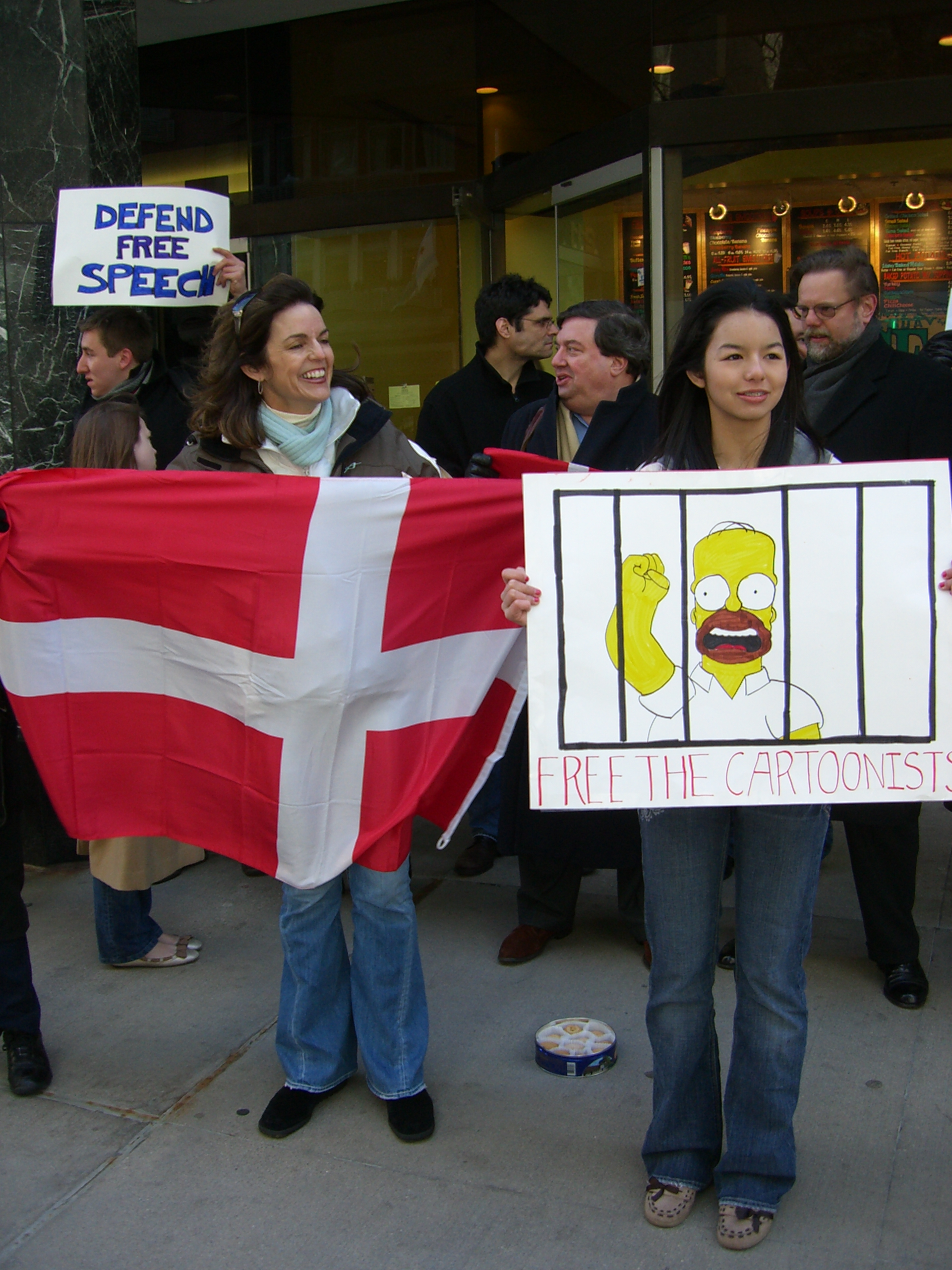
《日德蘭郵報》的漫畫被指褻瀆穆罕默德，有支持者聲援漫畫家。

根據學者卡迪·伊亞德所說，禁止侮辱先知在《古蘭經》裡已有跡可尋，如有違者，「真主在今世和後世必棄絕他們，並為他們預備凌辱的刑罰」。伊斯蘭教認為侮辱先知是侵害先知的個人權利和信譽，許多穆斯林為主的國家都有褻瀆的法律。學者穆罕默德·阿卜杜·穆克塔達汗指出，一些國家濫指穆斯林和非穆斯林褻瀆先知，引發憂慮，而西方出於伊斯蘭恐懼症而侮辱伊斯蘭教先知，助長了穆斯林的極端主義和恐怖主義。
穆斯林法學家認為，侮辱穆罕默德是比侮辱真主更嚴重的罪行，因為前者已無法發聲回應。攻擊穆罕默德等同攻擊整個宗教，與褻瀆真主相較，被起訴褻瀆穆罕默德的案例更多。許多法學家稱褻瀆先知的罪行等同叛教，理應處死。神學家伊本·泰米葉的著作論述了褻瀆先知的穆斯林和非穆斯林都應處死，不得容赦。不過，有人權運動者批評褻瀆法遭到濫用，被用作解決私人的宿怨和迫害少數宗教族群。另外，有倡議改革伊斯蘭教的人們認為《古蘭經》沒有提及不得褻瀆穆罕默德，他們指出經文提及褻瀆的部分只是警告穆斯林不要冒犯非穆斯林的神靈。
薩爾曼·魯西迪在1988年出版的小說《撒旦詩篇》虛構穆罕默德的故事，被認為是褻瀆。許多穆斯林認為小說裡的內容詆譭穆罕默德，意在嘲諷和取笑伊斯蘭教。事件引發了國際外交風波，伊朗最高領袖魯霍拉·穆薩維·霍梅尼頒佈追殺魯西迪的教令。西方國家捍衛魯西迪的作品，認為他享有言論自由，但伊斯蘭國家認為他的行為是不可接受，甚至是犯罪。丹麥的《日德蘭郵報》在2005年刊載的漫畫疑似把穆罕默德與恐怖主義連上關係，引發連場暴力衝突，有批評認為相關漫畫涉及伊斯蘭恐懼症和褻瀆，當時的丹麥首相安諾斯·福格·拉斯穆森形容這是丹麥自第二次世界大戰以來最嚴重的國際危機。

## 註腳
1. 1 2  中国伊斯兰百科全书编辑委员会（2007年），第389页
2. ↑  Hewer（2014年），第27页
3. ↑  Drissner（2016年），第20页
4. ↑  Spencer（2006年），第35页
5. ↑  Campo（2008年），第490页
6. ↑  Mansouri & Akbarzadeh（2006年），第53页
7. ↑  Baumer（2016年），第6页
8. ↑  Salama（2018年），第xii页
9. ↑  李健彪（2000年），第102页
10. ↑  吳學榮（2015年），第127页
11. ↑  Mitchell（2007年），第xi页
12. ↑  Takacs & Cline（2015年），第378页
13. ↑  Watt（2008年），第52页
14. ↑  Harper，Subanthore & Gritzner（2007年），第51页
15. ↑  Oliver & Lewis（2008年），第276页
16. ↑  Gwynne（2017年），第92页
17. ↑  Brown（2011年），第103页
18. ↑  January（2013年），第9页
19. ↑  Aslan（2011年），第18页
20. ↑  Sodiq（2010年），第10页
21. ↑  Fasching，DeChant & Lantigua（2011年），第264页
22. ↑  Ibrahim（2014年），第81页
23. ↑  Sirry（2021年），第214页
24. ↑  Lassner & Bonner（2010年），第19-20页
25. ↑  Haykal（1976年），第52页
26. ↑  Aleem（2011年），第32页
27. ↑  Simmonds（1993年），第70页
28. ↑  Marston（2001年），第12页
29. ↑  Abbas（2021年），第22页
30. ↑  Chaurasia（2005年），第135页
31. ↑  Netton（2013年），第4页
32. ↑  Andrae（2012年），第33页
33. ↑  Williams（2013年），第25页
34. ↑  Segovia（2015年），第104-105页
35. ↑  Katz（2007年），第13页
36. ↑  Haykal（1976年），第42-43页
37. ↑  Al-Huseini（2014年），第188页
38. ↑  Nagel（2020年），第35页
39. ↑  Mahmoud（2008年），第16-17页
40. ↑  Drissner（2016年），第29页
41. ↑  Brown（2011年），第10页
42. ↑  El-Azhari（2019年），第10页
43. ↑  Knight（2023年），第48页
44. ↑  Rizvi（1997年），第21页
45. ↑  Rogerson（2004年），第48页
46. ↑  Haykal（1976年），第63-64页
47. ↑  Koehler（2014年），第123-124页
48. ↑  Kim（2018年），第10页
49. ↑  Salahi（2010年），From Youth to Maturity
50. ↑  Ridley（2019年），第28页
51. ↑  Koehler（2014年），第29页
52. ↑  Tiemann（2011年），第4页
53. ↑  Bey（2016年），第52页
54. ↑  Dabashi（2012年），第38页
55. ↑  Rane（2010年），第16页
56. ↑  Ibrahim（2014年），第51页
57. 1 2  Haykal（1976年），第53页
58. ↑  Macdonald（2005年），第313页
59. ↑  Bamyeh（1999年），第36页
60. ↑  Ibrahim（2014年），第71页
61. ↑  Skelly（2010年），第39页
62. ↑  Çakmak（2017年），第599页
63. ↑  Kirazli（2024年），第48页
64. ↑  Chak（2014年），第84页
65. ↑  Haylamaz（2007年），第89页
66. ↑  Hendrix & Okeja（2018年），第326页
67. 1 2  Koehler（2014年），第31页
68. ↑  Spencer（2006年），第37页
69. ↑  Knysh（2015年），第18页
70. ↑  Peters（1994年），第137页
71. ↑  Kurpershoek（2005年），第62页
72. ↑  Peterson（2007年），第45页
73. ↑  Peters（2010年），第58页
74. ↑  Gabriel（2004年），第31页
75. ↑  Freedman & McClymond（2001年），第496页
76. ↑  Denny（2015年），第53页
77. ↑  Rahman（1982年），Business After Marriage
78. ↑  Andrae（2013年），第41页
79. ↑  Sodiq（2010年），第404页
80. ↑  Satya（2020年），第16-17页
81. ↑  Rhodes（2007年），第36页
82. ↑  Bozkurt（2021年），第25页
83. ↑  Meri（2006年），第429页
84. ↑  Campo（2009年），第108、420页
85. ↑  Ochs & Johnson（2009年），第53页
86. ↑  Umar（2011年），第283页
87. ↑  Khan（2009年），第56-57页
88. ↑  Renard（2015年），第10页
89. ↑  Gabriel（2014年），第57页
90. ↑  Leeming（1992年），第345页
91. ↑  Hughes（2013年），第46页
92. ↑  Peterson（2007年），第50页
93. ↑  Stefon（2009年），第24页
94. ↑  Stanton（2012年），第85页
95. ↑  中国伊斯兰百科全书编辑委员会（2007年），第160页
96. ↑  Orji（2021年），第226页
97. ↑  Dickson（2022年），第230-231页
98. ↑  Keene（1999年），第14页
99. ↑  Campo（2009年），第254页
100. ↑  Crotty & Lovat（2016年），第28页
101. ↑  Campo（2009年），第402页
102. ↑  Muesse（2017年），第220页
103. ↑  Jenkins（2003年），第288页
104. ↑  Hanegraaff（2017年），第41页
105. ↑  Orji（2021年），第227页
106. ↑  Long & Long（2017年），第109页
107. ↑  Sprenger（1851年），第104页
108. ↑  Caner & Caner（2002年），第43页
109. ↑  Haris（2023年），第81页
110. ↑  Ṭabarī（1988年），第xi页
111. ↑  Draz（2000年），第10-11页
112. ↑  Waheed（2024年），第149页
113. 1 2  Hazen（2002年），第3页
114. ↑  Crandall（2008年），第117页
115. ↑  Leaman（2006年），第420页
116. ↑  Arnold（1896年），第10-11页
117. ↑  Emerick（2002年），第67页
118. ↑  Peters（1994年），第152-153页
119. ↑  Fitzpatrick & Walker（2014年），第478页
120. ↑  Polk（2018年），第10-11页
121. ↑  Gordon（2009年），第24-25页
122. ↑  Walsh（2017年），第84页
123. ↑  Knysh（2015年），第26页
124. ↑  Ibrahim（2014年），第78页
125. ↑  Watt（1961年），第74页
126. ↑  Brown（2011年），第19页
127. ↑  Haykal（1976年），第151页
128. ↑  Peterson（2007年），第74-75页
129. ↑  Sodiq（2010年），第26页
130. ↑  Fitzpatrick & Walker（2014年），第421-422页
131. ↑  Keene（1999年），第16页
132. ↑  Montague（2011年），Islamic Angels
133. ↑  Rubin（2022年），第287页
134. ↑  Rustomji（2008年），第29-30页
135. ↑  Spencer（2006年），第86页
136. ↑  Coppens（2018年），第230页
137. ↑  Swartley（2005年），第19页
138. ↑  Bennett（2020年），第38页
139. ↑  Omar（2019年），第29页
140. ↑  Salahi（2010年），第174页
141. ↑  Khan（2009年），第18-19页
142. ↑  Wilkinson（2014年），第77页
143. ↑  Wynbrandt（2021年），第44页
144. ↑  Syed，Akhtar & Usmani（2011年），第20页
145. ↑  Donner（2010年），第42页
146. ↑  Phipps（2016年），第44页
147. ↑  Bosworth（2007年），第382页
148. ↑  金宜久（1997年），第294页
149. ↑  Stillman（1979年），第9页
150. ↑  Watt（1999年），第25页
151. ↑  Firestone（1999年），第116页
152. ↑  Bowering，Mirza & Crone（2013年），第219页
153. 1 2  Gabriel（2014年），第65页
154. ↑  Fitzpatrick & Walker（2014年），第256页
155. ↑  Lindsay（2005年），第51页
156. ↑  Turner（2013年），第25页
157. ↑  Gordon（2009年），第26-27页
158. ↑  Zeitlin（2007年），第11页
159. ↑  Fitzpatrick & Walker（2014年），第257页
160. ↑  Steffen（2007年），第223页
161. ↑  Sodiq（2010年），第30页
162. ↑  Gabriel（2014年），第70页
163. ↑  Campo（2009年），第493页
164. ↑  Morris（2013年），第387页
165. ↑  Esposito（1999年），第9页
166. ↑  Sonn（2010年），第27页
167. ↑  Knysh（2016年），第27页
168. ↑  Black（2011年），第10页
169. ↑  Brown（2011年），第61页
170. ↑  Khalidi（2009年），第91-92页
171. ↑  Doak（2009年），第20页
172. ↑  Gabriel（2014年），第72-73页
173. ↑  Watt（1961年），第105页
174. ↑  Khan（2009年），第30页
175. ↑  Ibrahim（2014年），第90页
176. 1 2  Qureshi（2016年），第43页
177. ↑  Ibrahim（2024年），第108页
178. ↑  Turner（2013年），第27页
179. ↑  Shaw & Demy（2017年），第106页
180. ↑  Sarker（2004年），第58页
181. ↑  Gabriel（2014年），第103-104页
182. ↑  Knysh（2015年），第28页
183. ↑  O'Grady（2019年），Chapter 2
184. ↑  Carimokam（2010年），第304页
185. ↑  Ibrahim（2024年），第215-216页
186. ↑  Gabriel（2014年），第104页
187. ↑  Peterson（2007年），第107-108页
188. ↑  Biale（2012年），第287页
189. ↑  Bennett（1998年），第126页
190. ↑  Damrosch & Lindberg-Wada（2022年），第468页
191. ↑  Sowayan（1985年），第202页
192. ↑  Nomani & Behdad（2006年），第4页
193. ↑  Gabriel（2017年），第241页
194. ↑  Wynbrandt（2021年），第41页
195. ↑  Gabriel（2014年），第111-113页
196. ↑  January（2009年），第29页
197. ↑  Doak（2009年），第25页
198. ↑  Kitts，Juergensmeyer & Jerryson（2015年），第130-131页
199. ↑  Fishbein（2015年），第xiv页
200. ↑  Bennett（2010年），第99页
201. ↑  McHugo（2018年），第31页
202. ↑  Geisler & Saleeb（2002年），第80页
203. ↑  Lapidus（2002年），第27页
204. ↑  Ruthven（2006年），第56-57页
205. ↑  Malik（1997年），第31-32页
206. ↑  Nigosian（2004年），第11页
207. ↑  Brown（2017年），第72页
208. ↑  Gabriel（2014年），第150页
209. ↑  Donner（2012年），第93页
210. ↑  Hareir & Mbaye（2011年），第96页
211. ↑  Karsh（2007年），第16页
212. ↑  Deming（2010年），第78页
213. ↑  Bukay（2011年），第95页
214. ↑  Wilkinson（2014年），第85页
215. ↑  Denny（2015年），第68页
216. ↑  Nigosian（2004年），第12页
217. ↑  Sodiq（2010年），第50页
218. ↑  Zepp（2000年），第24-25页
219. ↑  Rowell（2021年），第79页
220. ↑  Lapidus（2002年），第28页
221. ↑  Chaurasia（2005年），第137页
222. ↑  Arquilevich（1995年），第94页
223. ↑  Alkhateeb（2017年），第30页
224. ↑  Akhtar（2008年），第411页
225. ↑  Burns（2010年），第79页
226. ↑  Morrow，Upton & Bayindir（2020年），第140页
227. ↑  Fitzpatrick & Walker（2014年），第480页
228. ↑  Campo（2009年），第257-258页
229. ↑  Adel（2016年），第626页
230. ↑  Kennedy（2022年），第41页
231. ↑  Keene（1999年），第24页
232. ↑  Gabriel（2014年），第203页
233. ↑  George（2009年），第21页
234. ↑  Sodiq（2010年），第184页
235. ↑  Swartley（2005年），第27页
236. ↑  Satya（2020年），第18页
237. ↑  Bennett（1998年），第18页
238. ↑  Shoemaker（2011年），第7页
239. ↑  王正伟（2008年），第181页
240. ↑  Peters（2009年），第133页
241. ↑  Reza（2012年），第145页
242. ↑  Madelung（1997年），第356页
243. ↑  Shoemaker（2011年），第70页
244. ↑  Hewer（2014年），第36-37页
245. ↑  Hadiwitanto（2016年），第55页
246. ↑  McCallum（2024年），第65页
247. ↑  Shalem & Gruber（2014年），第5页
248. ↑  Tracy（2014年），第13页
249. ↑  Quosigk（2021年），第94页
250. ↑  Kurzman & Browers（2004年），第105页
251. ↑  Seufert & Gülalp（2013年），第16页
252. ↑  Heizer（1996年），第54页
253. ↑  Quinn（2008年），第106页
254. ↑  Ho（2013年），第145页
255. ↑  Friedman（2014年），第108页
256. ↑  Brown（2020年），第87页
257. ↑  Meri（2006年），第366-367页
258. ↑  Brockopp（2010年），第130页
259. ↑  Knight（2023年），第156页
260. ↑  Zepp（2000年），第17页
261. ↑  Payne（1984年），第22页
262. ↑  Gunny（2015年），第85-87页
263. ↑  Morrow（2016年），第18页
264. ↑  Roxburgh（2016年），第224页
265. ↑  Khan（2003年），第9页
266. ↑  Rosenwein（2018年），第143页
267. ↑  Salahi（2014年），Chapter 3：The Key to The Prophet's Character
268. ↑  Çakmak（2017年），第412-413页
269. ↑  Bacchus（2014年），第25页
270. ↑  Kirazli（2024年），第118-119页
271. ↑  Abdullah（2011年），第118页
272. ↑  Hardt（2016年），Chapter 10: The Tests of a Prophet
273. ↑  Foster（2013年），第320页
274. ↑  Gunny（2015年），第62页
275. ↑  Heschel（2012年），第96页
276. ↑  Archer（2024年），第111页
277. ↑  O'Connor（2009年），第8页
278. ↑  Muesse（2017年），第216页
279. ↑  Christopher（1972年），第17页
280. ↑  Peters（2009年），第60页
281. ↑  Âli（2011年），第37页
282. ↑  Ünal（2006年），第1275页
283. ↑  Ghiloni（2016年），第292页
284. ↑  Bennett（2005年），第91-92页
285. ↑  Sharma（1976年），第51页
286. ↑  Fitzpatrick & Walker（2014年），第634页
287. ↑  Kidwai（2016年），第54页
288. ↑  Watling & Quay（2008年），第526页
289. ↑  Mohamed等（2019年），第62-63页
290. ↑  Akhtar（2008年），第64页
291. ↑  Borrill & Bleach（2014年），第62页
292. ↑  Haykal（1976年），第57、266页
293. ↑  Hayward（2022年），第115页
294. ↑  Campo（2009年），第310页
295. ↑  Haykal（1976年），第93页
296. ↑  Smith & Goodman（2013年），第64页
297. ↑  Wheeler（2006年），第33页
298. ↑  Drissner（2016年），第129页
299. ↑  Ibrahim（2024年），第110-111页
300. ↑  Khan（1996年），第99页
301. ↑  Gabriel（2014年），第xix页
302. ↑  Leaman（2013年），第103页
303. ↑  Shameem（2014年），第152页
304. ↑  Ibrahim（2024年），第87-88页
305. ↑  Hayward（2022年），第134页
306. ↑  Gabriel（2014年），第50页
307. ↑  Gabriel（2017年），第250页
308. ↑  Gabriel（2014年），第113页
309. ↑  Hayward（2022年），第155-158页
310. ↑  Caner & Caner（2009年），第94页
311. ↑  Singh（2021年），Chapter 5
312. ↑  Esposito & DeLong-Bas（2018年），第36页
313. ↑  Morgan（2009年），第32页
314. ↑  Archer（2024年），第4-5页
315. ↑  Ruthven（2012年），第35-36页
316. ↑  Reeves（2004年），第7页
317. ↑  Wheeler（2013年），第39页
318. ↑  Shalem & Gruber（2014年），第220-221页
319. ↑  Penn（2015年），第111页
320. ↑  Turner & Eickelman（2013年），第230页
321. ↑  Abdul-Raof（2012年），第63页
322. ↑  Curta（2016年），第418页
323. ↑  Ariffin（2005年），第19页
324. ↑  Brown（2020年），第2页
325. ↑  Rippin & Knappert（1990年），第7页
326. ↑  Brown（2017年），第104页
327. ↑  Fine（2015年），第116页
328. ↑  Muesse（2017年），第211页
329. ↑  Bennett（2020年），第76页
330. ↑  Khan（2003年），第182-183页
331. ↑  Ayoub（2012年），第xiii页
332. ↑  Shenk（2006年），第69页
333. ↑  Bennett（2020年），第81-82页
334. ↑  Irvine（2008年），第81页
335. ↑  Hawley（1987年），第39页
336. ↑  Geisler & Saleeb（2002年），第105页
337. ↑  Phipps（2008年），第12页
338. ↑  Khalidi（2009年），第182页
339. ↑  Netton（2019年），第19页
340. ↑  Gril，Sarmis & Reichmuth（2021年），第169页
341. ↑  Woodward（2001年），第184页
342. ↑  Rowley & Hodgson（2021年），Divine violence: from the ancient Near East to the assault on the United States Capitol
343. ↑  Brockopp（2010年），第29页
344. ↑  Arberry等（2022年），第96页
345. ↑  Tolan（2025年），第6页
346. ↑  Netton（2019年），第20页
347. ↑  Geisler & Saleeb（2002年），第168页
348. ↑  Price（2024年），第154-155页
349. ↑  Wessels（1972年），第79页
350. ↑  Yazicioglu（2015年），第19页
351. ↑  Netton（2019年），第175页
352. ↑  Jordan，Chih & Reichmuth（2021年），第66页
353. ↑  Weddle（2010年），第205-206页
354. ↑  Renard（2015年），第9页
355. ↑  Haykal（1976年），第48页
356. ↑  Shameem（2014年），第263-264页
357. ↑  Çakmak（2017年），第71-72页
358. ↑  Campo（2009年），第23页
359. ↑  Netton（1997年），第15页
360. ↑  Hawting（2002年），第22页
361. ↑  Rizvi（1997年），第18页
362. ↑  Hughes（1885年），第188页
363. ↑  Husain（2018年），第159页
364. ↑  Bennett（1998年），第249页
365. ↑  Hijab（1988年），第16页
366. 1 2  Fitzpatrick & Walker（2014年），第690页
367. ↑  Netton（2013年），第344页
368. ↑  Coope（2017年），第95页
369. ↑  Cortese & Calderini（2006年），第10页
370. ↑  Stowasser（1996年），第86页
371. ↑  Bennett（1998年），第251页
372. ↑  中国伊斯兰百科全书编辑委员会（2007年），第505页
373. ↑  Stowasser（1996年），第99页
374. ↑  Gwynne（2017年），第153页
375. ↑  Ali（2014年），第145-146页
376. ↑  Hughes & Hughes（2015年），第158页
377. ↑  Bennett（1998年），第250页
378. ↑  Lings（1987年），第281-282页
379. ↑  Khan（2001年），第301页
380. ↑  Campo（2009年），第25页
381. ↑  Braswell（2000年），第74页
382. ↑  Ahmed（2021年），第60页
383. ↑  Syed，Akhtar & Usmani（2011年），第28页
384. ↑  Sodiq（2010年），第79页
385. ↑  Daftary & Miskinzoda（2014年），第42页
386. ↑  Leaman（2013年），第11页
387. ↑  Cusack & Upal（2021年），第179页
388. ↑  Andrea & Neel（2011年），第604页
389. ↑  Bowering，Mirza & Crone（2013年），第190页
390. ↑  Bruck & Halliday（2016年），第34-35页
391. ↑  Teitelbaum（2001年），第9页
392. ↑  Ahmed（2013年），第206页
393. ↑  Guidère（2012年），第144页
394. ↑  Esposito（2003年），第211页
395. ↑  Morgan（2009年），第97-98页
396. ↑  Phipps（2016年），第10页
397. ↑  Spencer（2021年），第8-10页
398. ↑  Qureshi（2016年），第262页
399. ↑  Ali（2014年），第11页
400. ↑  Procario-Foley（2018年），Chapter 10
401. ↑  Leaman（2013年），第102页
402. ↑  Gottschalk & Greenberg（2008年），第19页
403. ↑  Fitzpatrick & Walker（2014年），第312页
404. ↑  Melton & Baumann（2010年），第1515页
405. ↑  Lefebure（2014年），Chapter Four：Christian Interpretations of Scripture in Relation to Muslims and Islam
406. ↑  Fitzpatrick & Walker（2014年），第174页
407. ↑  Richardson（2008年），第82页
408. ↑  Markham（2016年），第146页
409. ↑  Darwish（2017年），第16页
410. ↑  Brown（2014年），第143页
411. ↑  Turner（2013年），第34页
412. ↑  Widlanski（2012年），第357页
413. ↑  Hughes（2013年），第258页
414. ↑  Powell（2024年），第143页
415. ↑  Wessels（1972年），第121页
416. ↑  Johnson（2012年），第342页
417. ↑  Thobani（2020年），第120页
418. ↑  Al-Krenawi（2013年），第55页
419. ↑  Ali（2014年），第142页
420. ↑  Gelder（2005年），第97页
421. ↑  Andrae（2013年），第153页
422. ↑  Phipps（2016年），第144页
423. ↑  Wessels（1972年），第123页
424. ↑  Reynolds（2005年），第217页
425. ↑  Al-Husseini（2017年），第29页
426. ↑  Sonn（2010年），第186页
427. ↑  Ibrahim（2024年），第16页
428. ↑  Safran（1961年），第213页
429. ↑  Wessels（1972年），第23页
430. ↑  Freamon（2019年），第368页
431. ↑  Clarence-Smith（2006年），第16页
432. ↑  Bashir（2024年），第105-107页
433. ↑  Roggema，Thomas & Chesworth（2009年），第151页
434. ↑  Nagel（2020年），第215页
435. ↑  Saeed（2018年），第183页
436. ↑  Khan（2019年），第27页
437. ↑  Saif（2020年），第87页
438. ↑  Kilpatrick（2016年），第237页
439. ↑  Fitzpatrick & Walker（2014年），第65页
440. ↑  Stensvold（2020年），第99页
441. ↑  Murphy（2013年），第3页
442. ↑  Gubo（2014年），第58-59页
443. ↑  Guidère（2017年），第77页
444. ↑  Nash（2007年），第104页
445. ↑  Gubo（2014年），第44-45页
446. ↑  Stensvold（2020年），第89页